# Eero Järnefelt
Erik (Eero) Nikolai Järnefelt (8. listopadu 1863, Vyborg – 15. listopadu 1937, Helsinky) byl finský malíř a profesor umění. Jedním z jeho nejslavnějších děl je obraz zachycující okolí národního parku Koli v Severní Karélii ve Finsku. Je medailistou Světové výstavy roku 1889 a 1900. Vyučoval umění na Helsinské univerzitě a byl předsedou Finské akademie výtvarných umění.

## Život
Eero Järnefelt byl synem generála Alexandra Järnefelta a baronky Elisabeth Järnefelt (z rodu Clodt von Jürgensburg). Pochází ze švédsky mluvící rodiny, která měla silně v oblibě Finsko, jeho kulturu a jazyk, a jejíž původ sahá k baltské aristokracii. V jeho umělecké rodině je spousta spisovatelů, skladatelů a umělců. Mezi ně se řadí i jeho sourozenci, kteří se později také proslavili, například Kasper (literární kritik), Arvid (soudce a spisovatel), Armas (skladatel a dirigent) a Aino (manželka Jeana Sibelia).
Poté, co dokončil studia na soukromé akademii, začal mezi lety 1874–1878 studovat na Akademii výtvarného umění v Helsinkách. Roku 1883 odešel studovat do Carské akademie umění (jedním z jeho učitelů byl sám jeho strýc Mikhail Clodt) a o tři roky později školu opustil a ještě tentýž rok začal navštěvovat Julianovu akademii v Paříži a to do roku 1888. Zde s ním společně studoval i Tony Robert-Fleury. Järnefelt byl nejvíce ovlivňován naturalismus (realismus), a to zejména takovým, který prosazoval Jules Bastien-Lepage.
Roku 1889 se oženil s herečkou Saimi Swan. O tři roky později (1892) se poprvé vydal na cestu do národního parku Koli s Juhaniem Aho a jeho ženou – malířkou Venny Soldan-Brofeldt. Nádhera parku jej natolik okouzlila, že místo začal pravidelně navštěvovat až do roku 1936. Později se vydal několik studijních cest do Itálie (1894) a na Krym (1899). Téhož roku pomáhal organizovat mezinárodní výstavu konající se v Petrohradě, která byla sponzorována ruským časopisem a uměleckým hnutím Mir iskusstva.
Jeho dům, který se nachází v umělecké kolonii poblíž jezera Tuusula, byl navržen architektem Uskem Nyströmem a postaven roku 1901. Název domu „Suviranta“ v překladu znamená „Letní pláž“. Žil zde až do roku 1917, kde se přestěhoval do Helsinek, avšak i poté tento dům nadále patří jeho rodině, která jej dosud ponechává jako turistické lákadlo a je možné nechat se s průvodce po domě provést.
Od roku 1902 až do roku 1928 vyučoval kreslení na Univerzitě v Helsinkách. Zde byl roku 1912 jmenován profesorem a sloužil jako předseda Finské akademie výtvarných umění. Jeho posledním velikým dílem byl oltářní obraz pro kostel ve městě Raahe, který dokončil roku 1926. Hlavní a významná retrospektivní výstava jeho děl se konala roku 2013 a bylo na ní možno vidět několik jeho do té doby neznámých děl.

## Vybraná díla

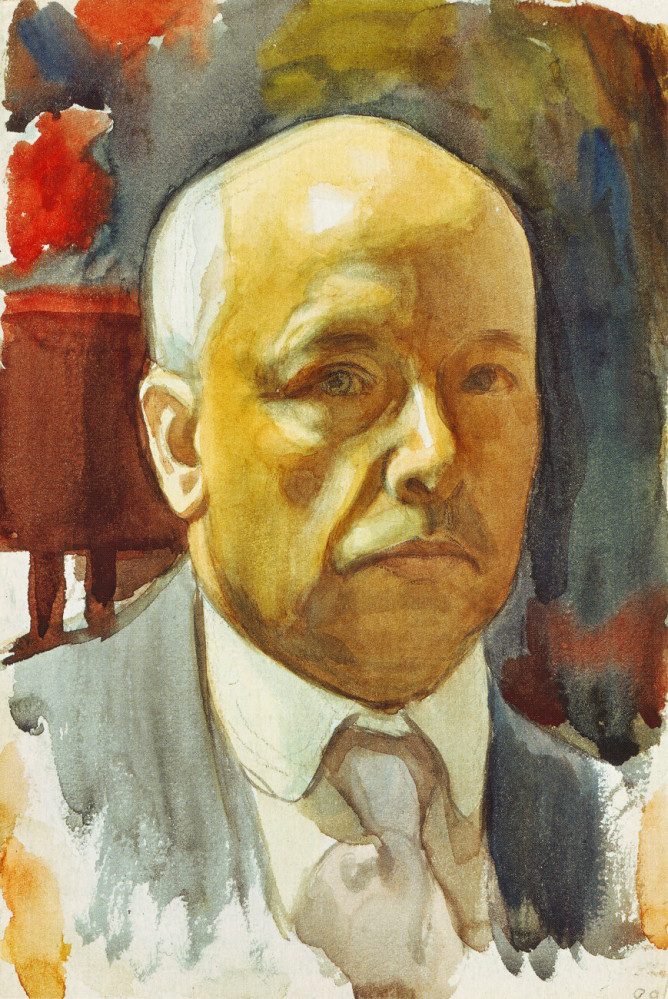
Järnefeltův autoportrét, neznámé datum

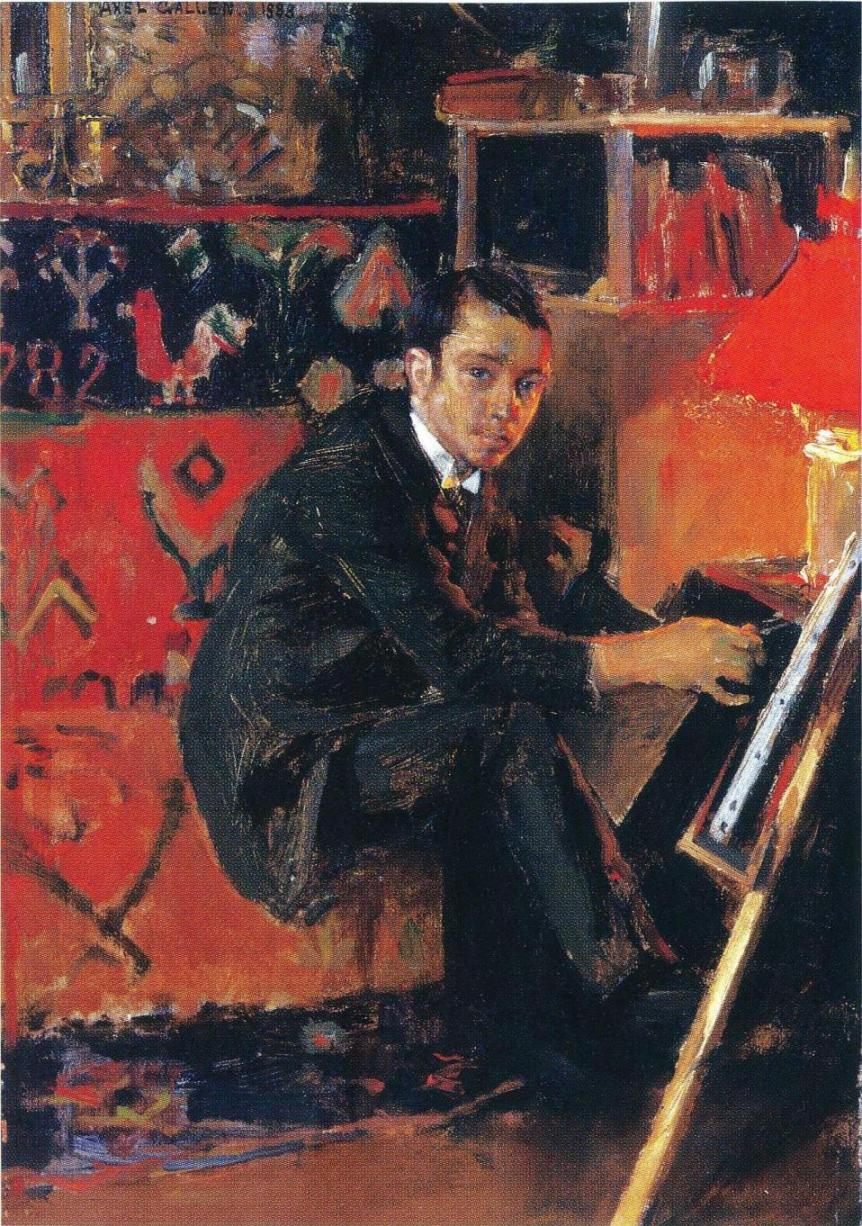
portrét Järnefelta, Akseli Gallen-Kallele, 1888

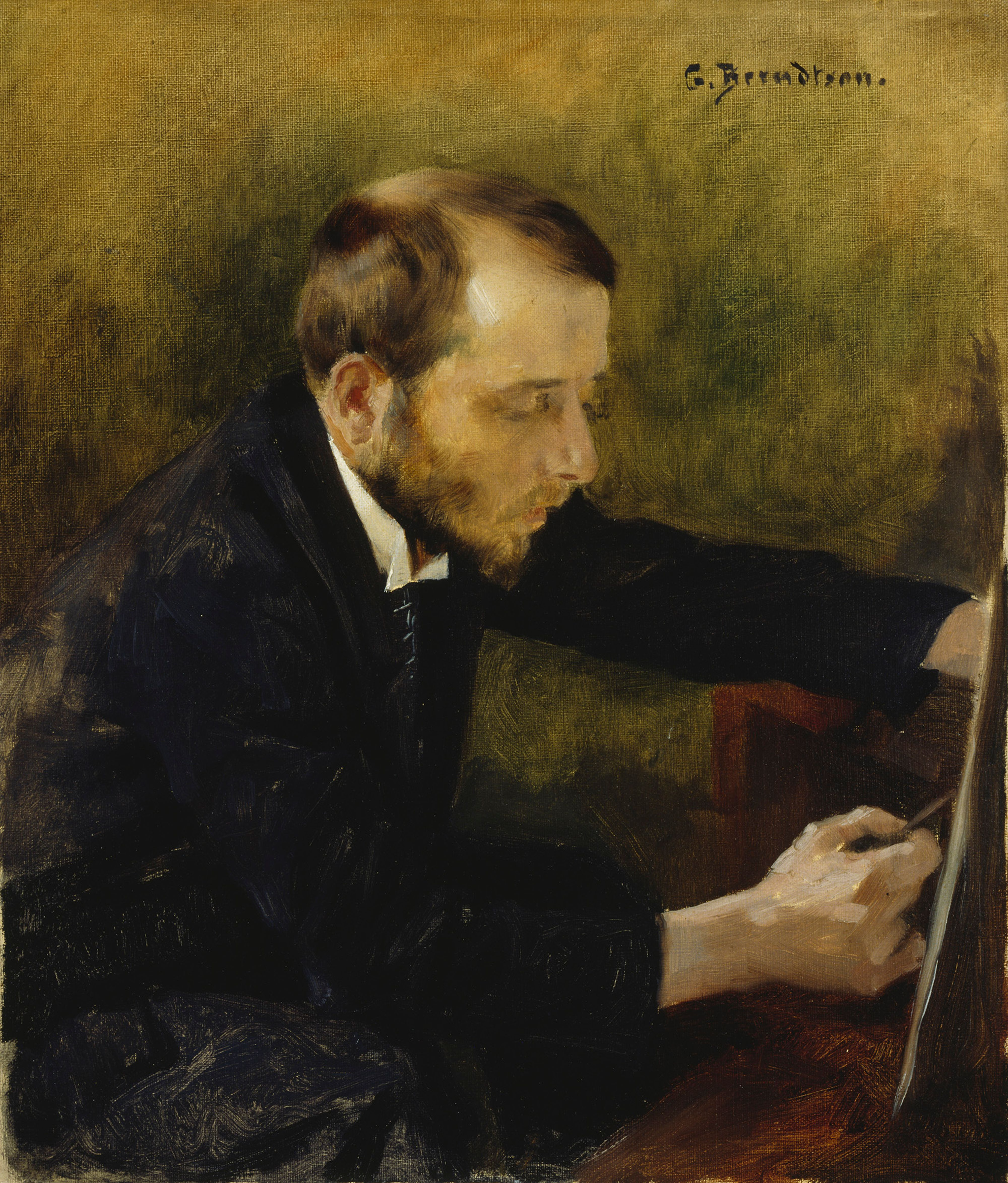
Järnefeltův portrét od Gunnara Berndtsona, 1892

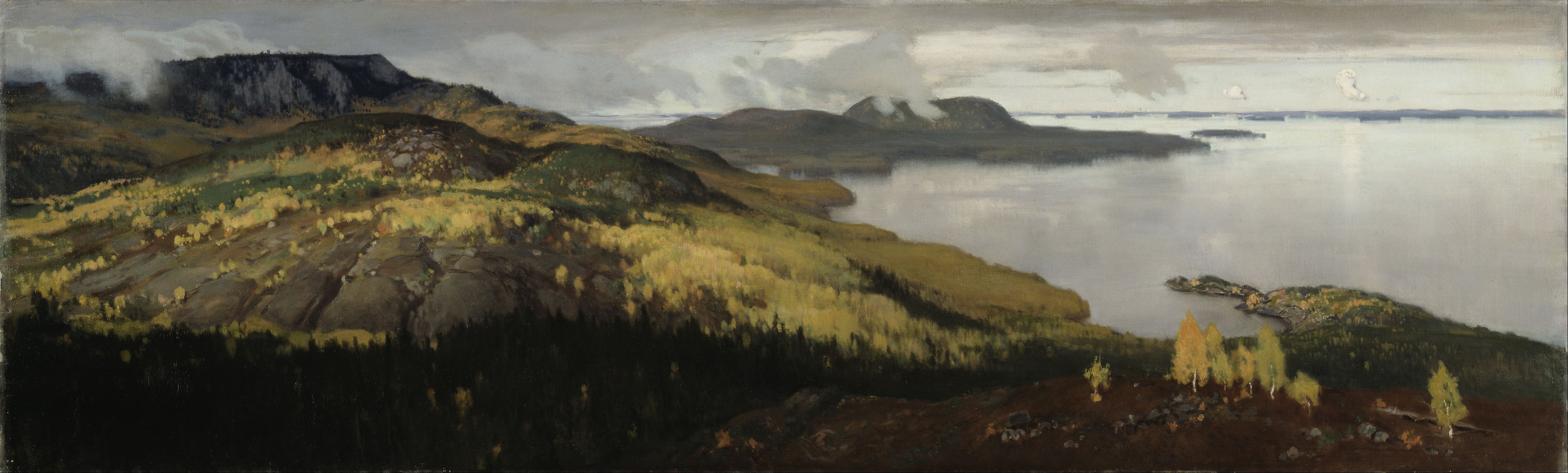
krajinná malba okolí jezera Pielisjärvi v Národní parku Koli

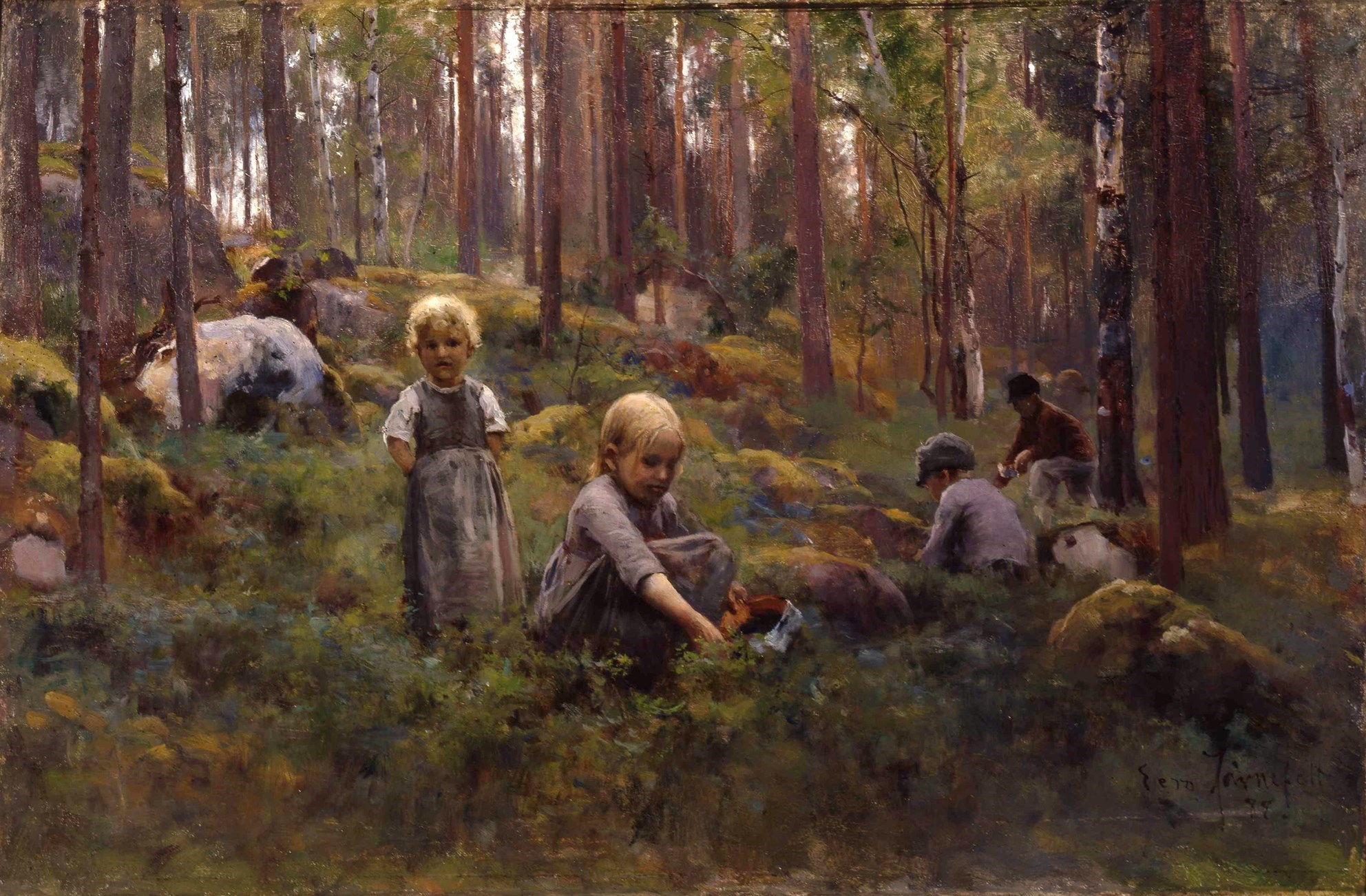
Sběrači borůvek, 1888
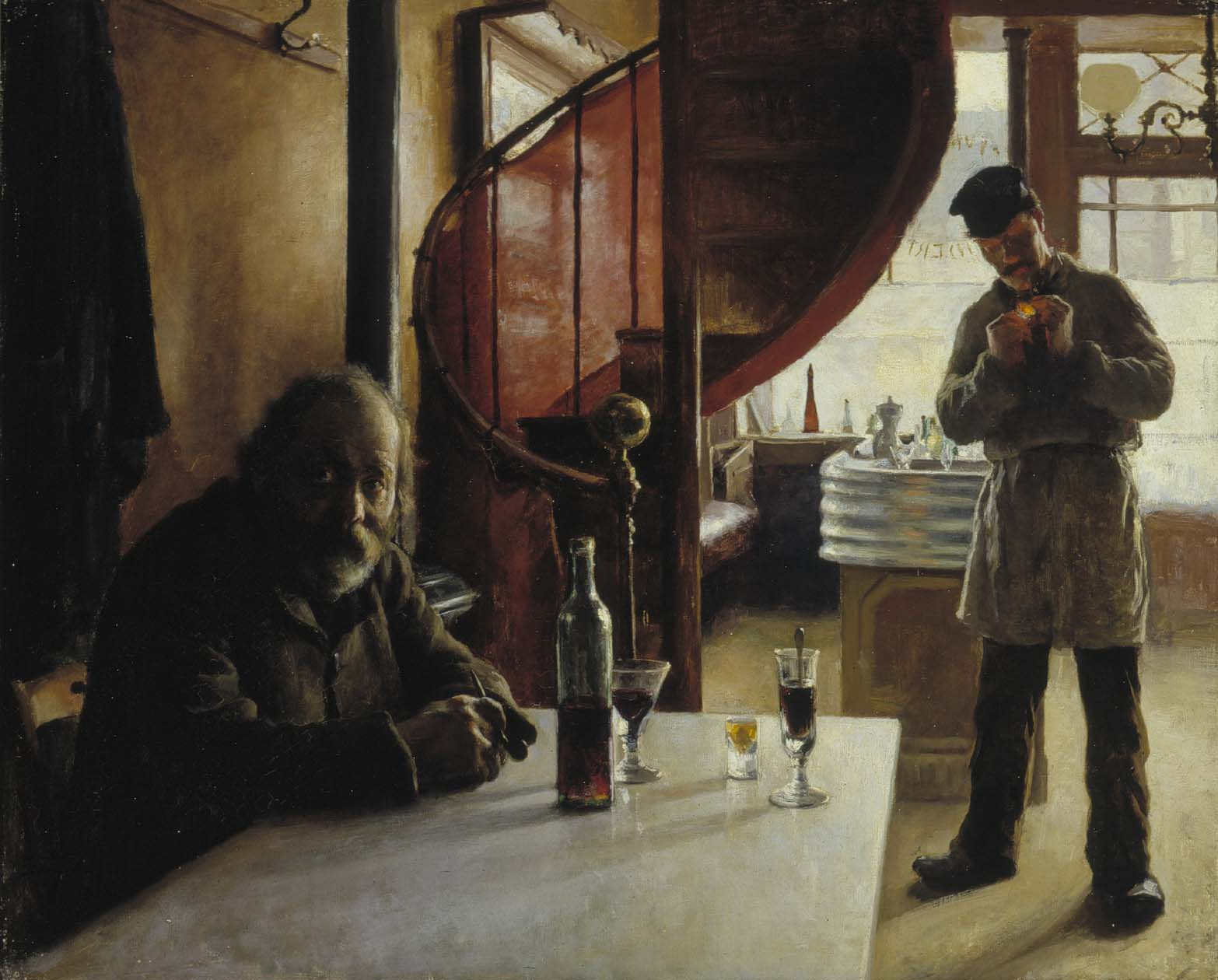
Francouzská vinárna, 1888
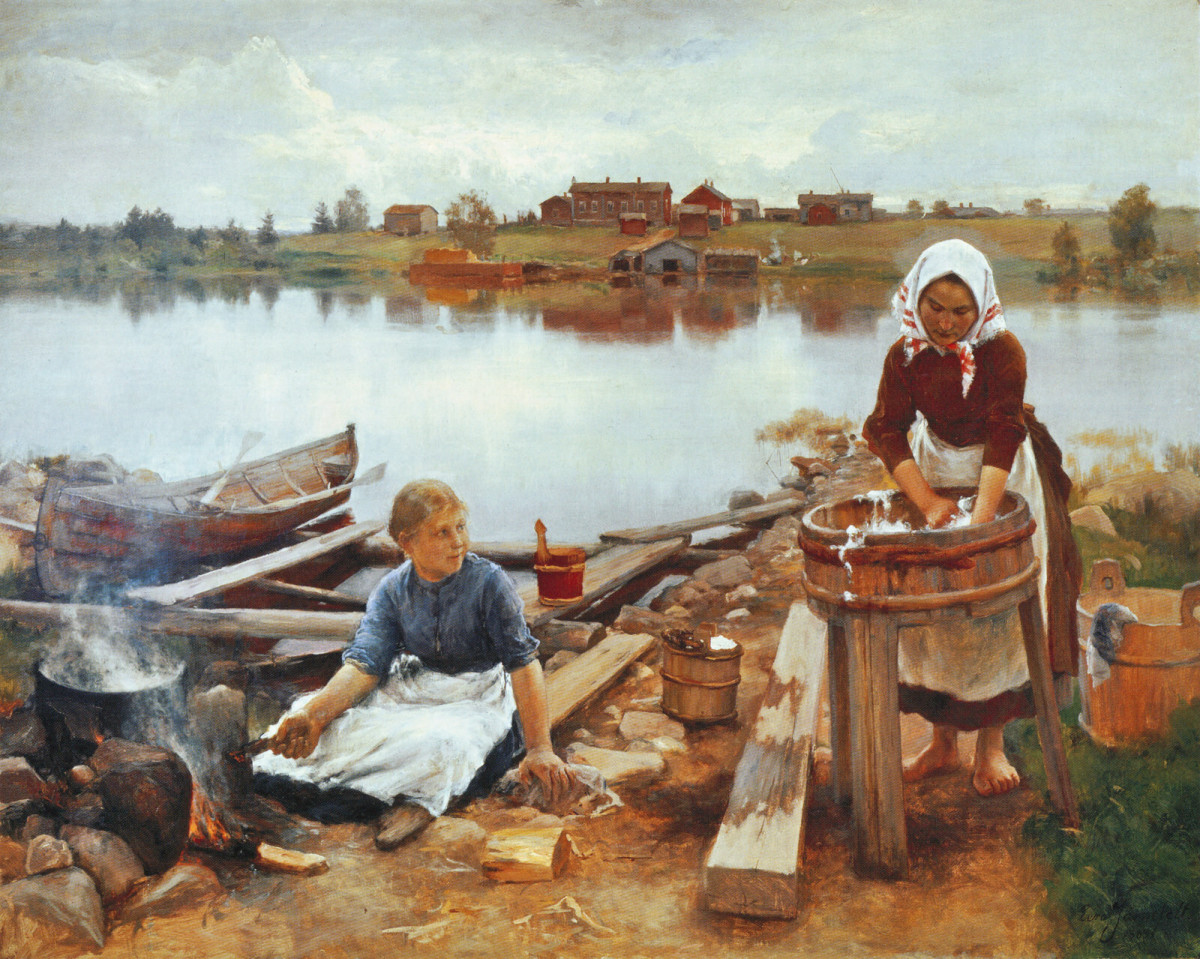
Prádelna u břehu řeky, 1889
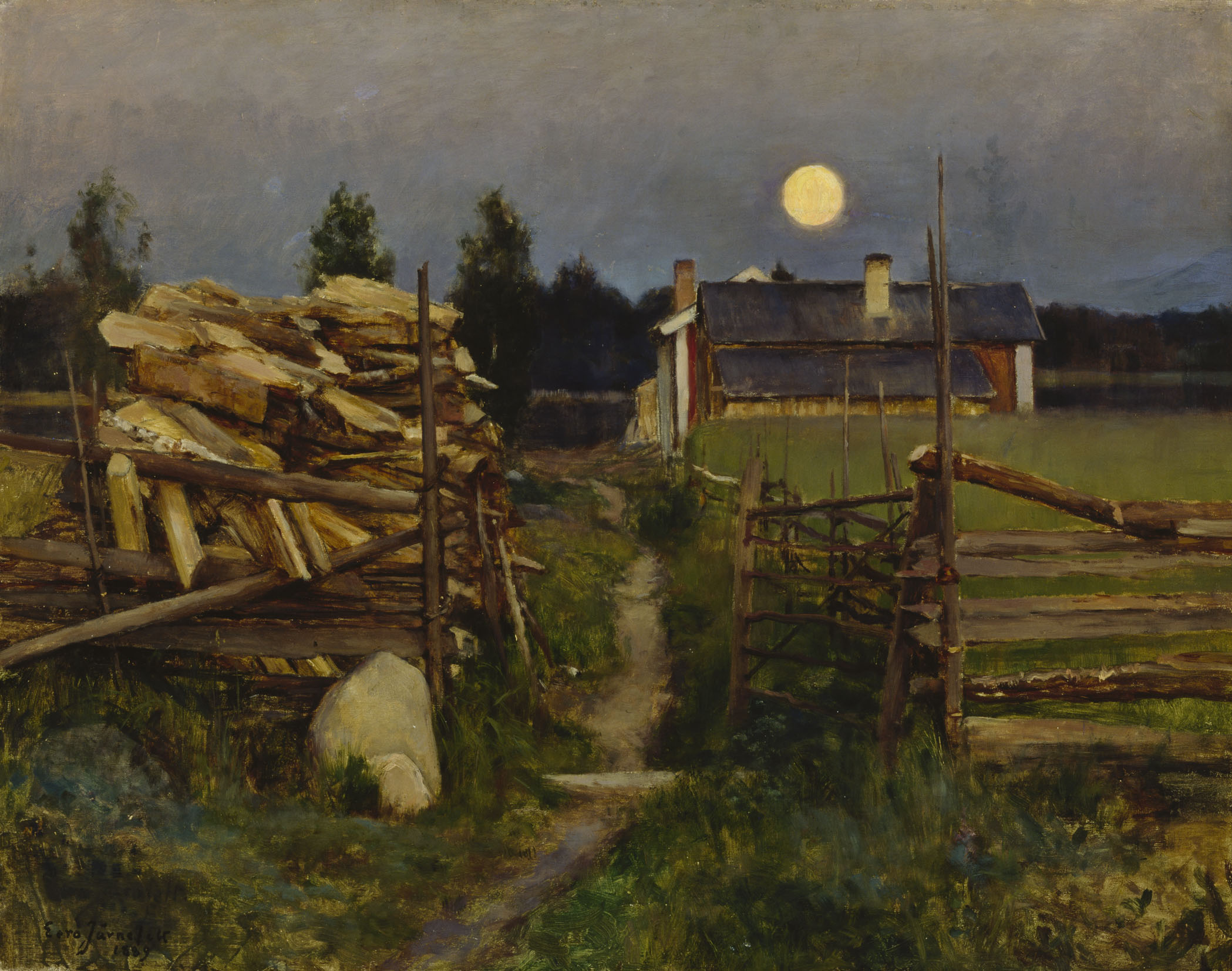
Večerní měsíc v létě, 1889
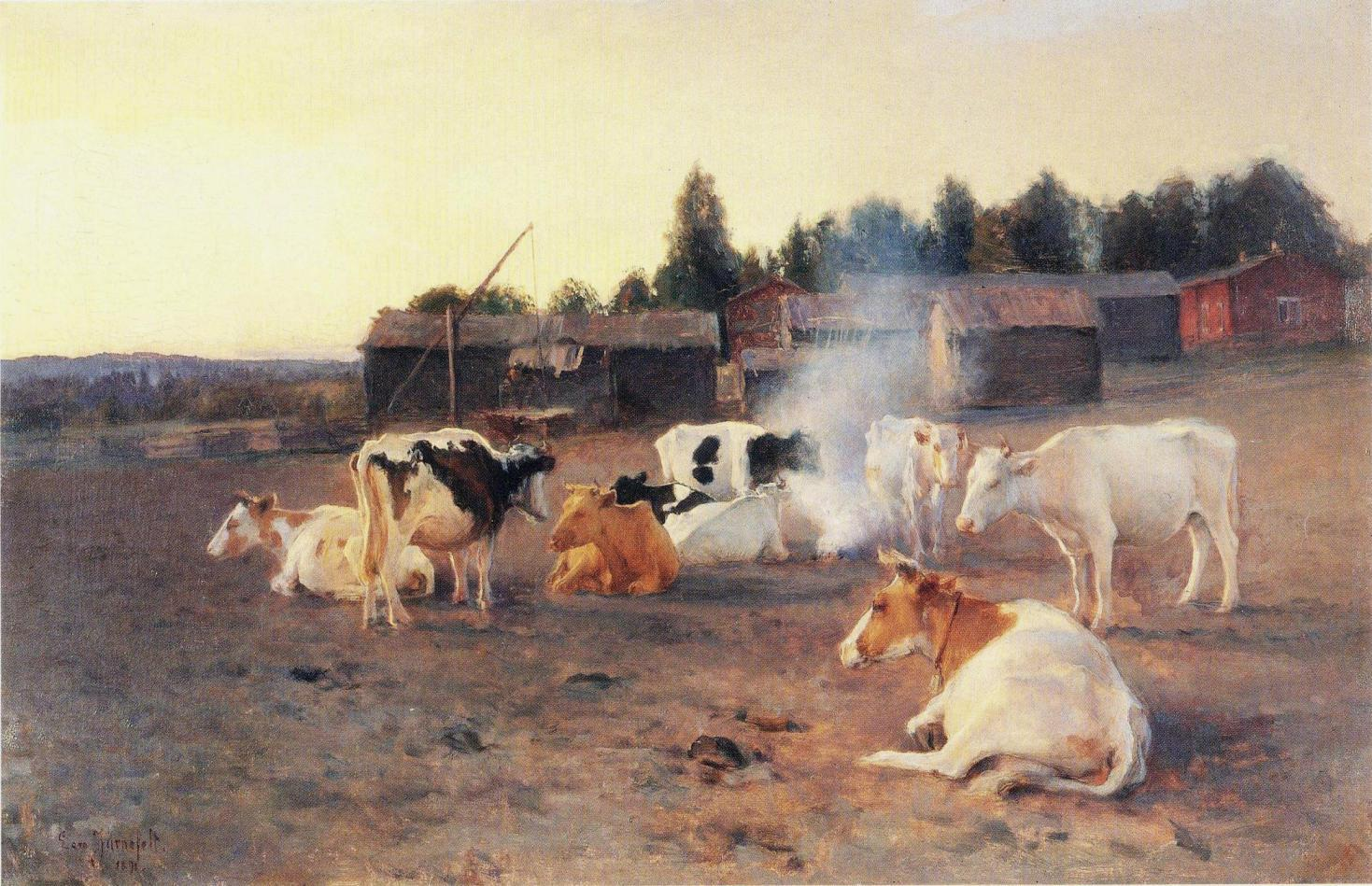
Krávy zahalené v dýmajícím trsu trávy, 1891
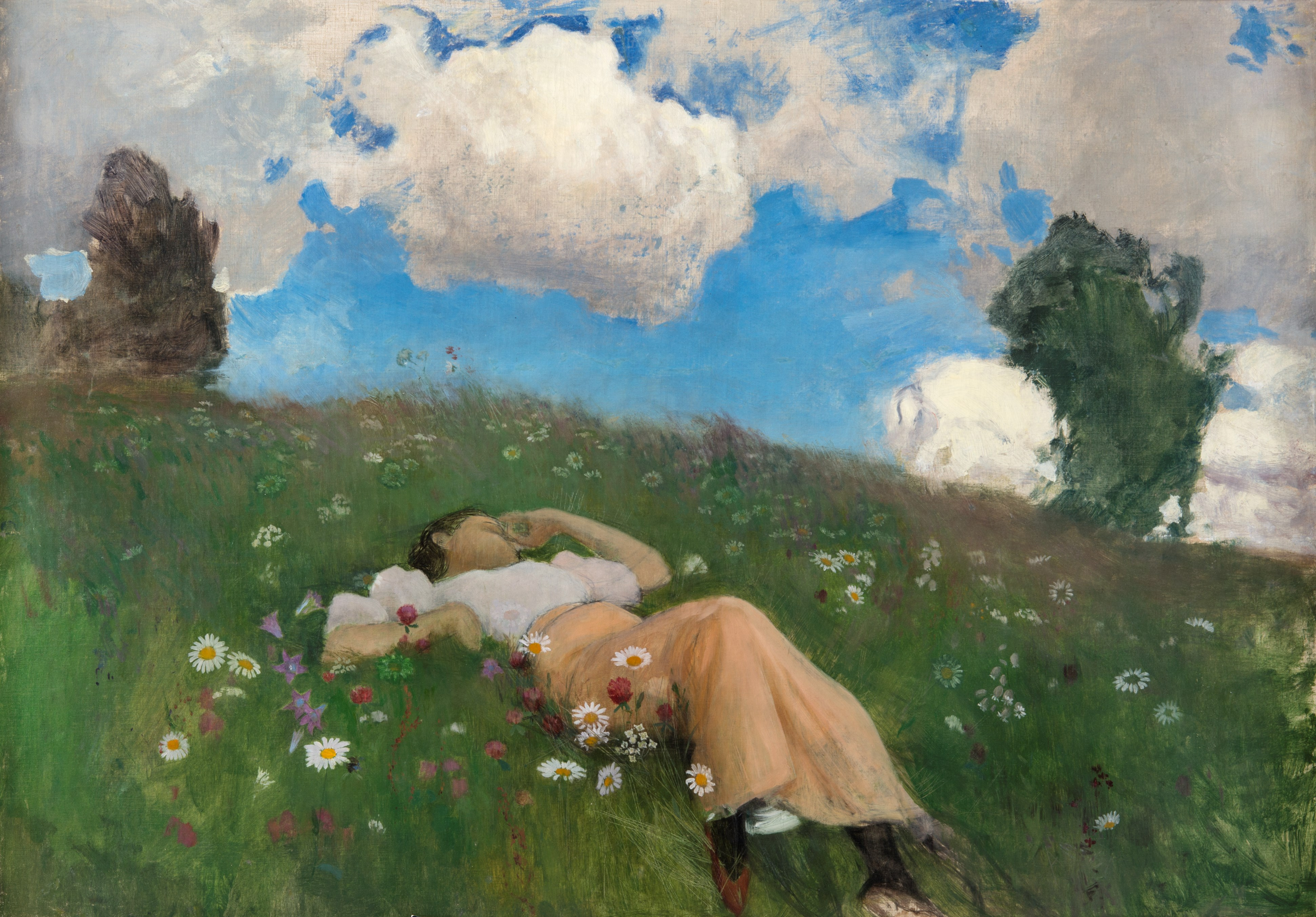
Saimi na lučině, 1892
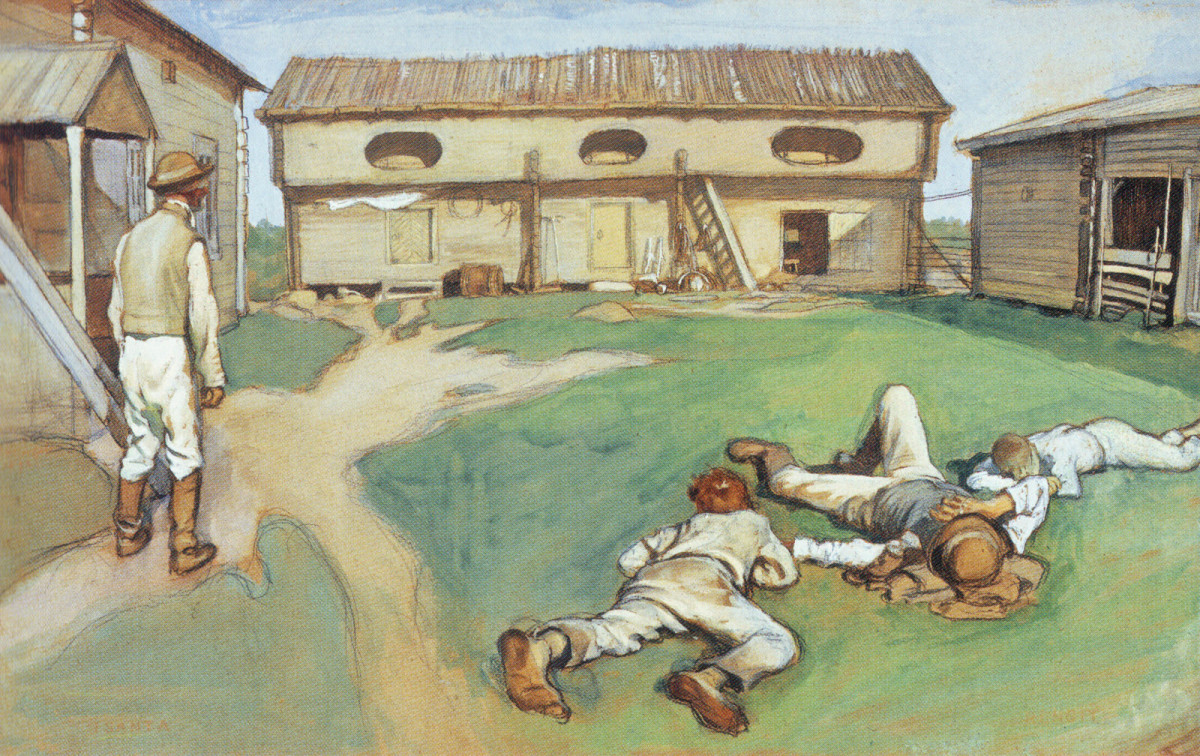
Statkář a nádeníci, 1893
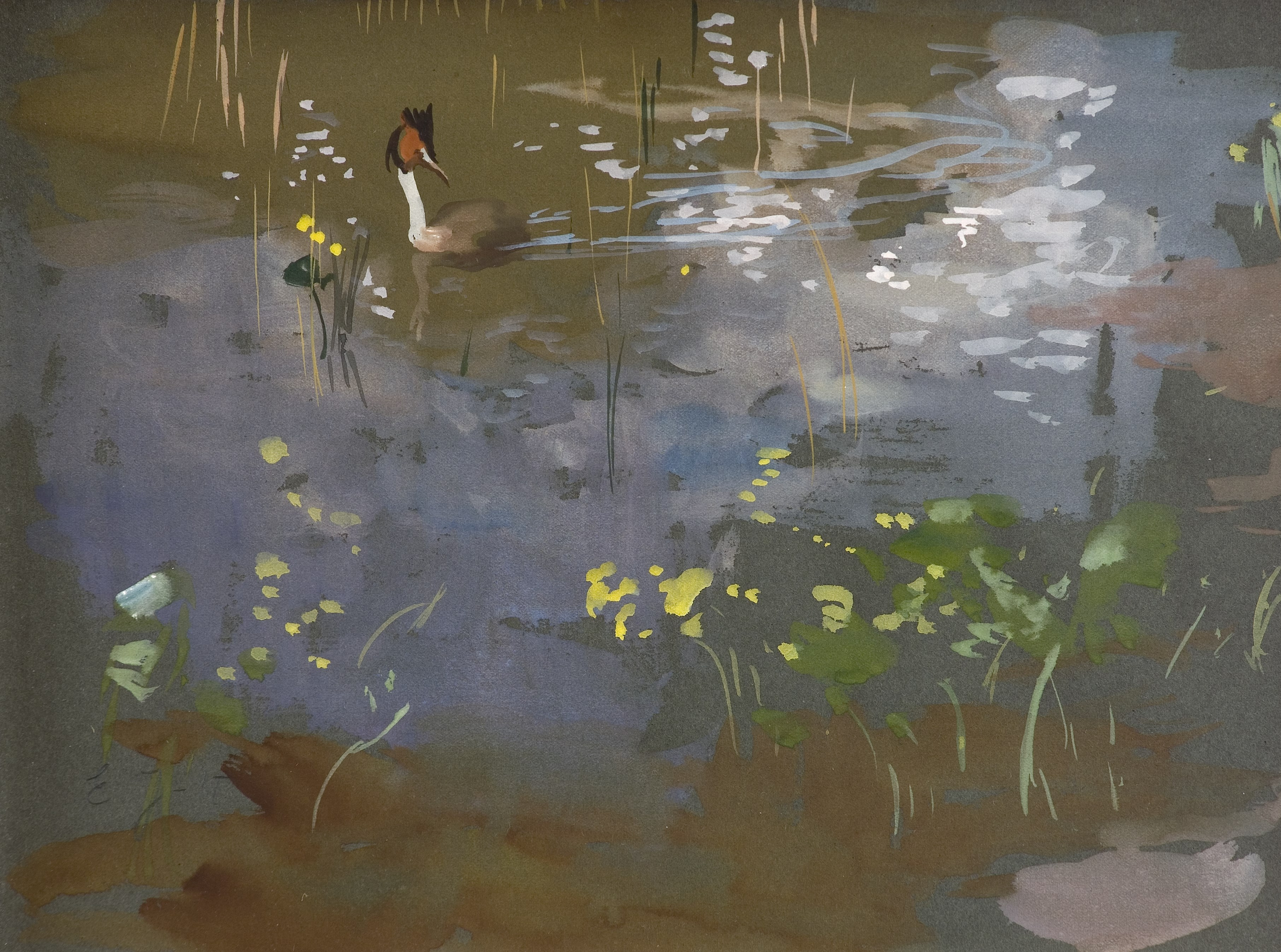
Potápka roháč, neznámé datum
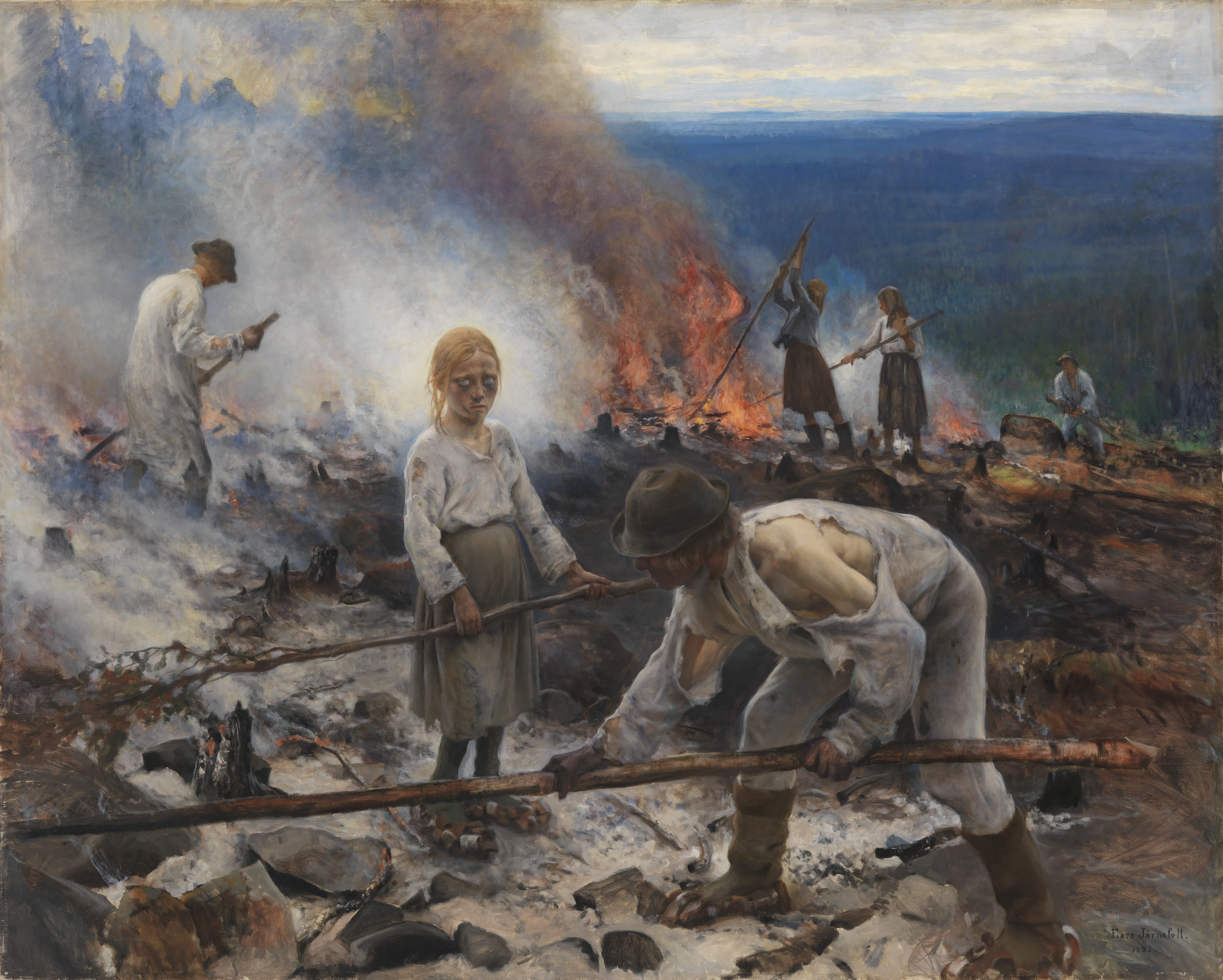
Pálení chrastí (Pod jhem), 1893
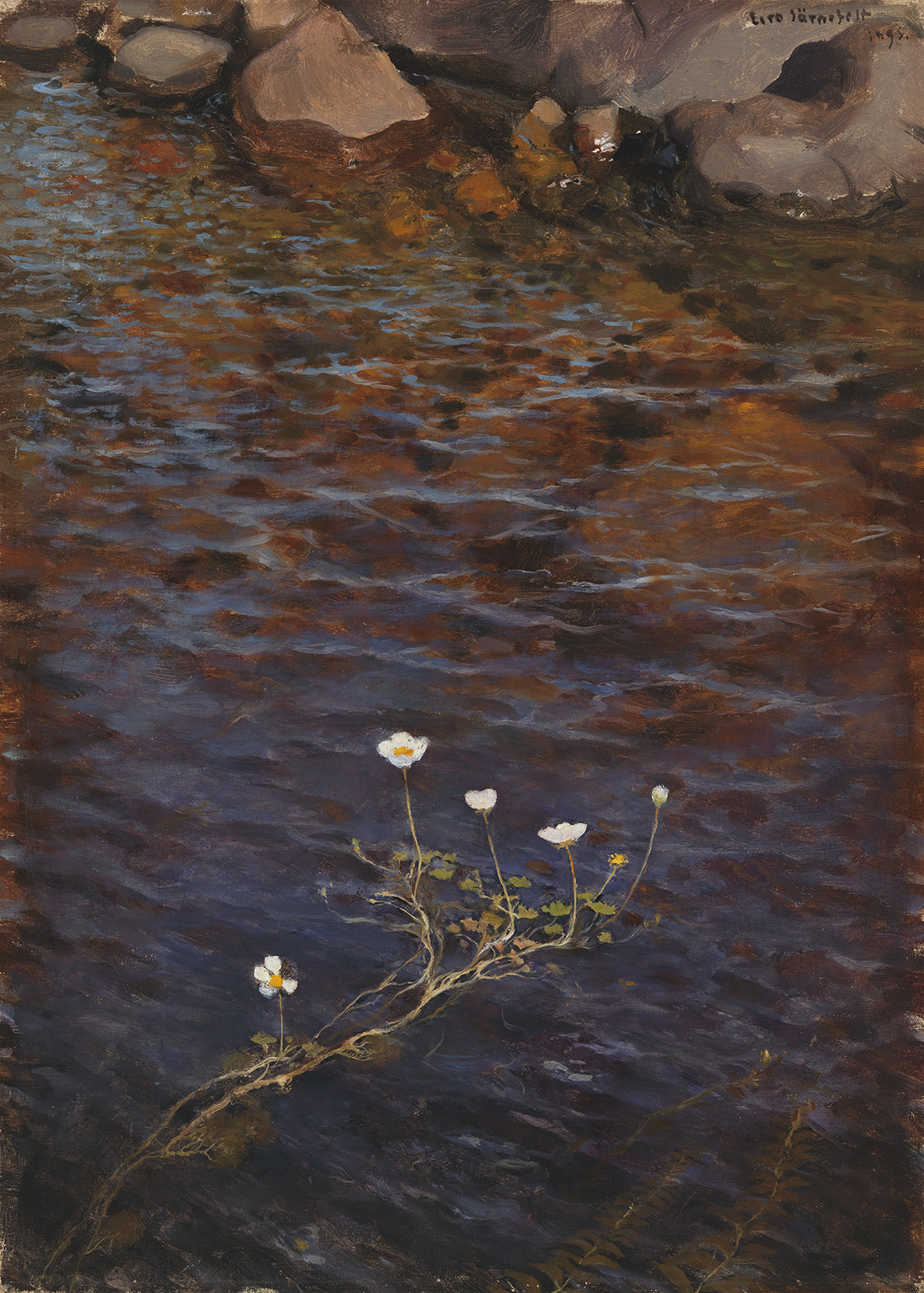
Lakušník štítnatý a říční kamení, 1895
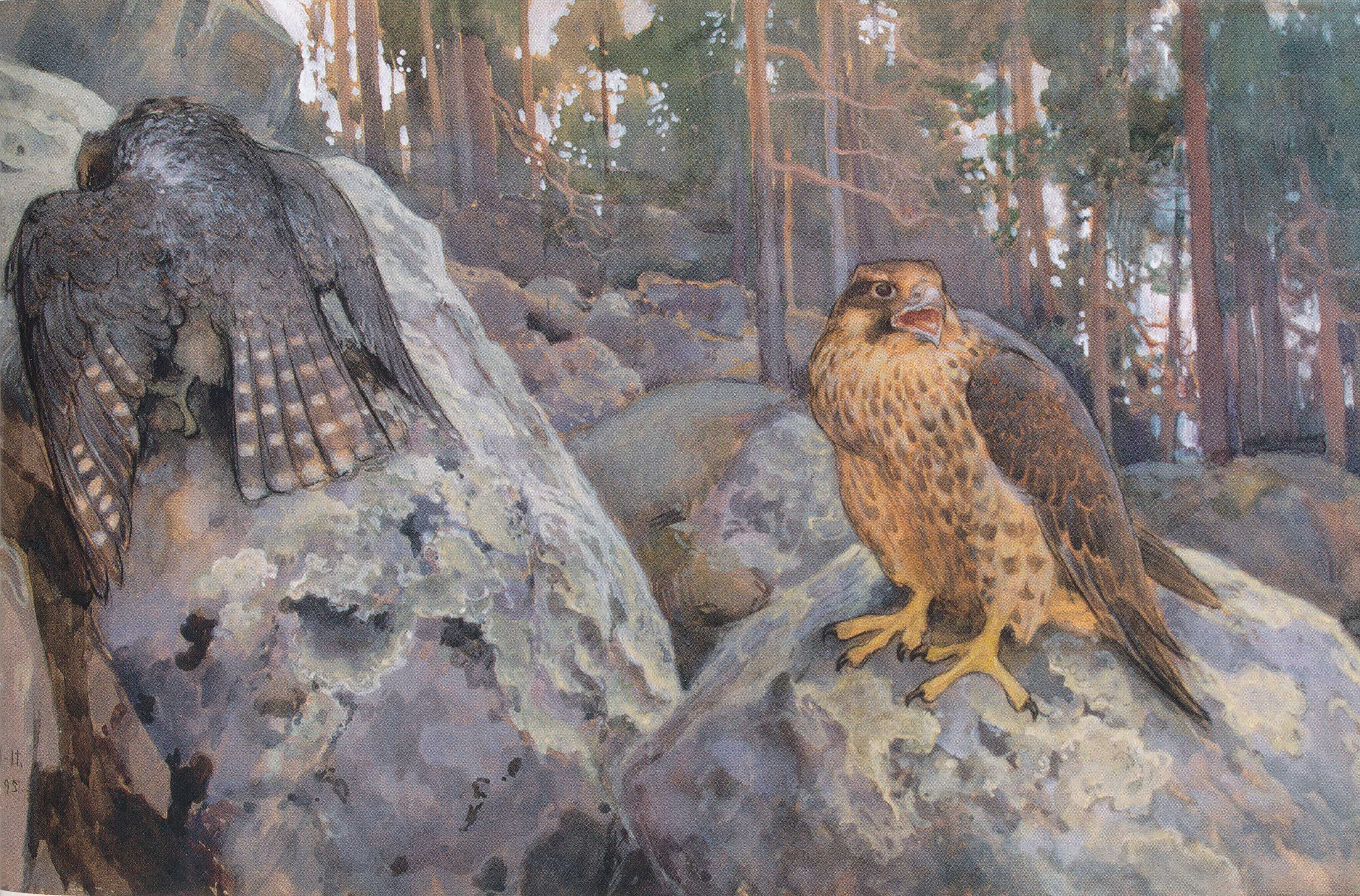
Sokoli v lese, 1895
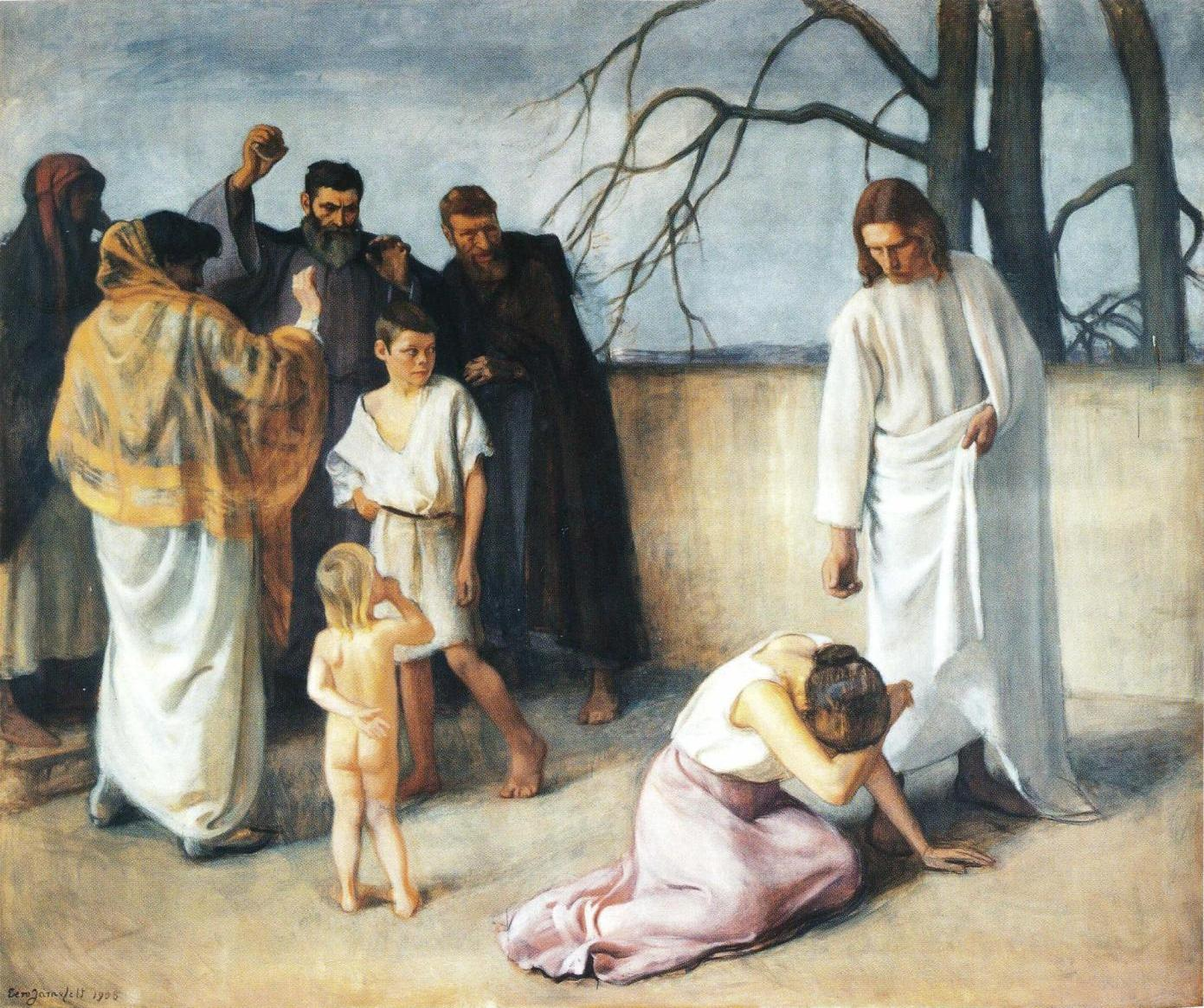
Ježíš a hříšná žena, 1908
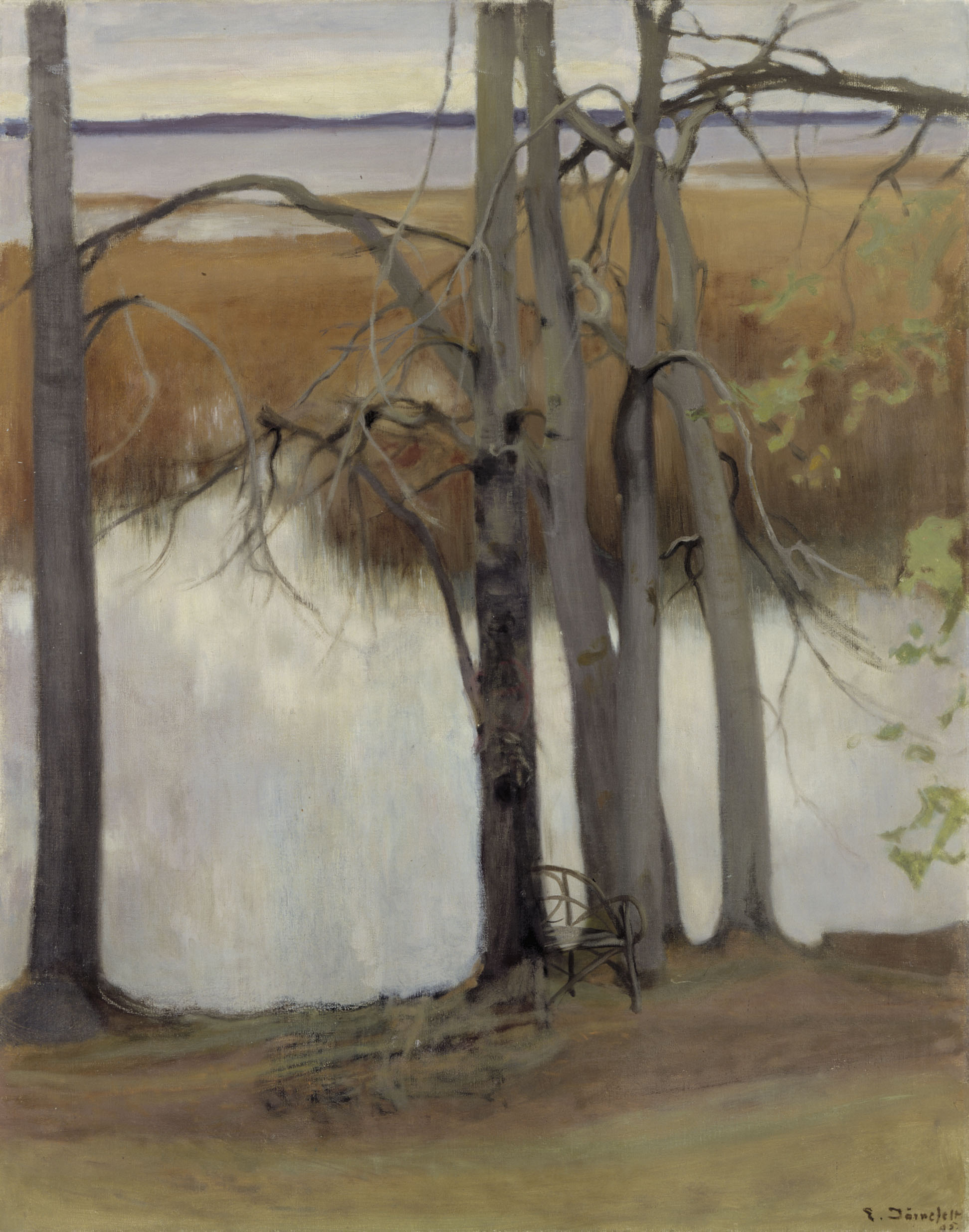
Jezerní břeh s rákosím, 1905
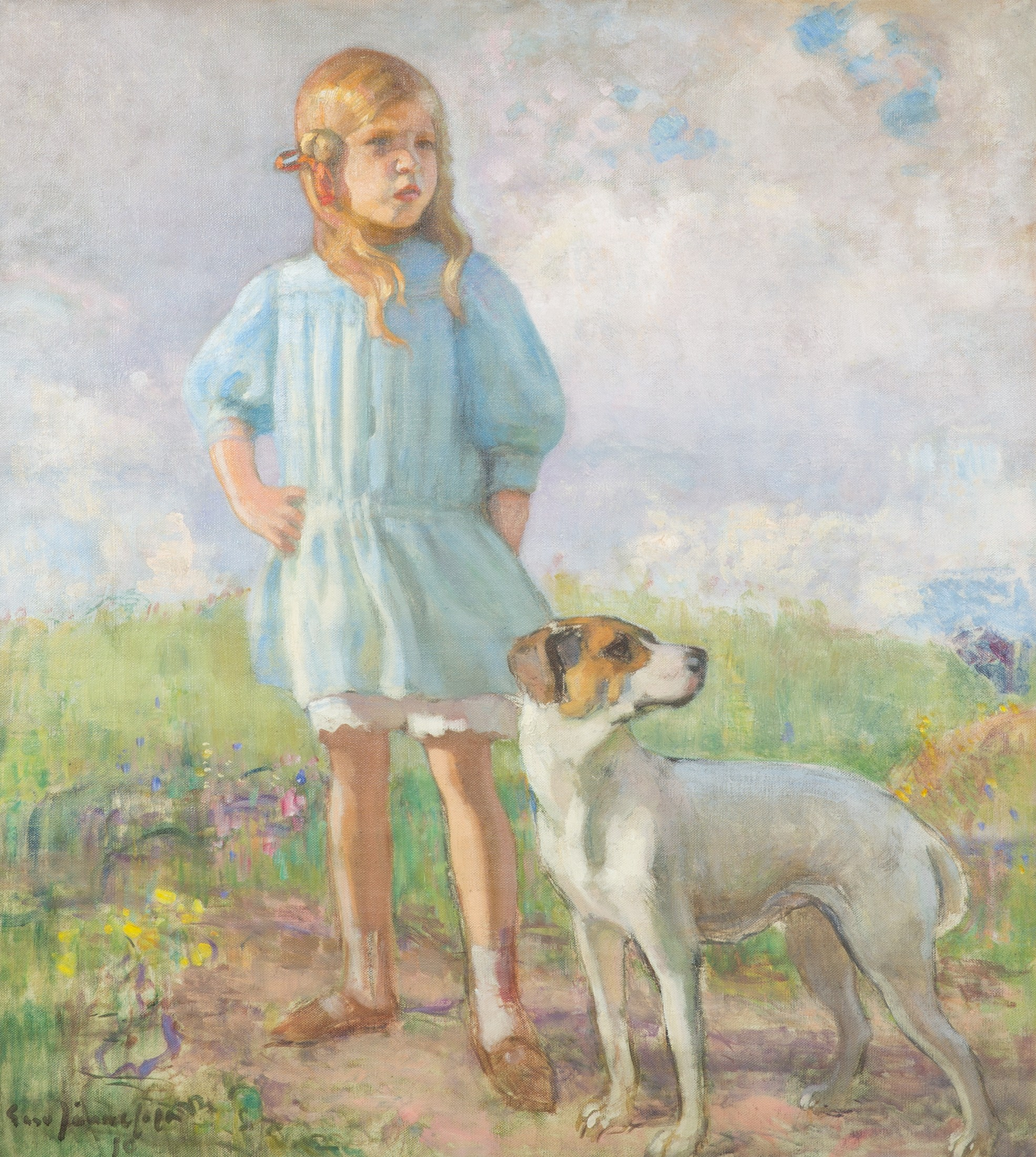
Děvčátko se psem, 1910
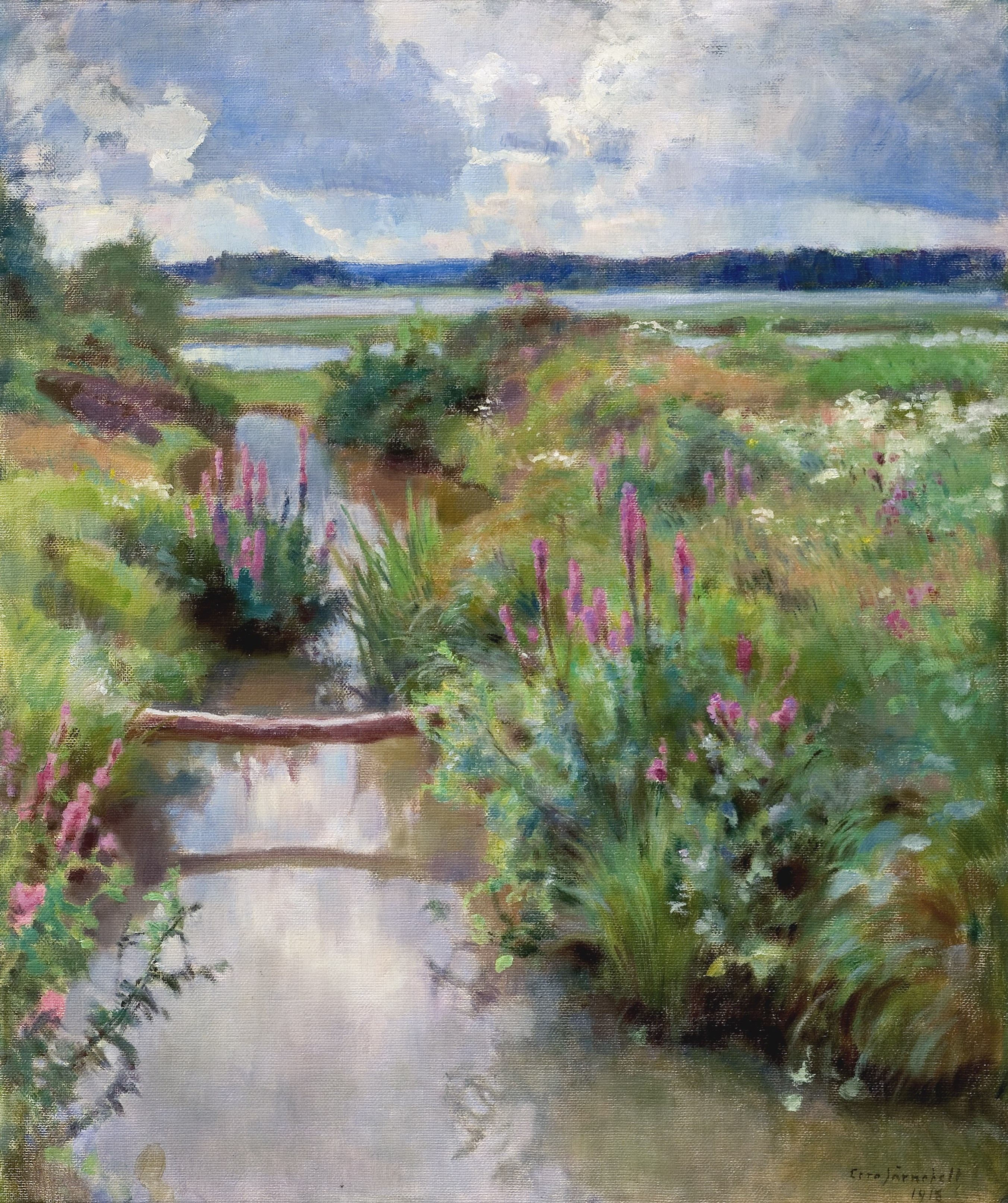
Léto v rozkvětu, 1918
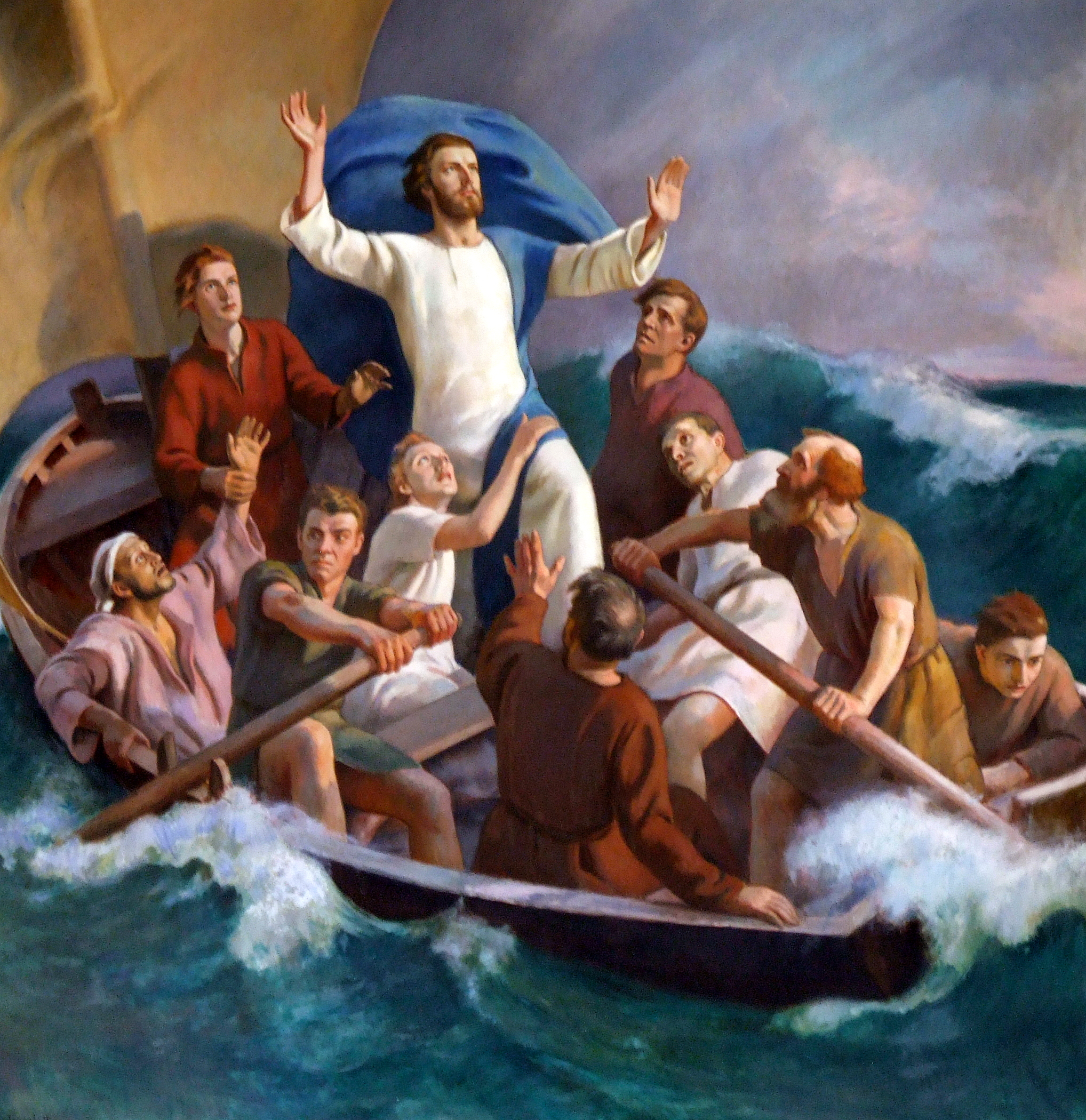
V bouři s Ježíšem, 1926
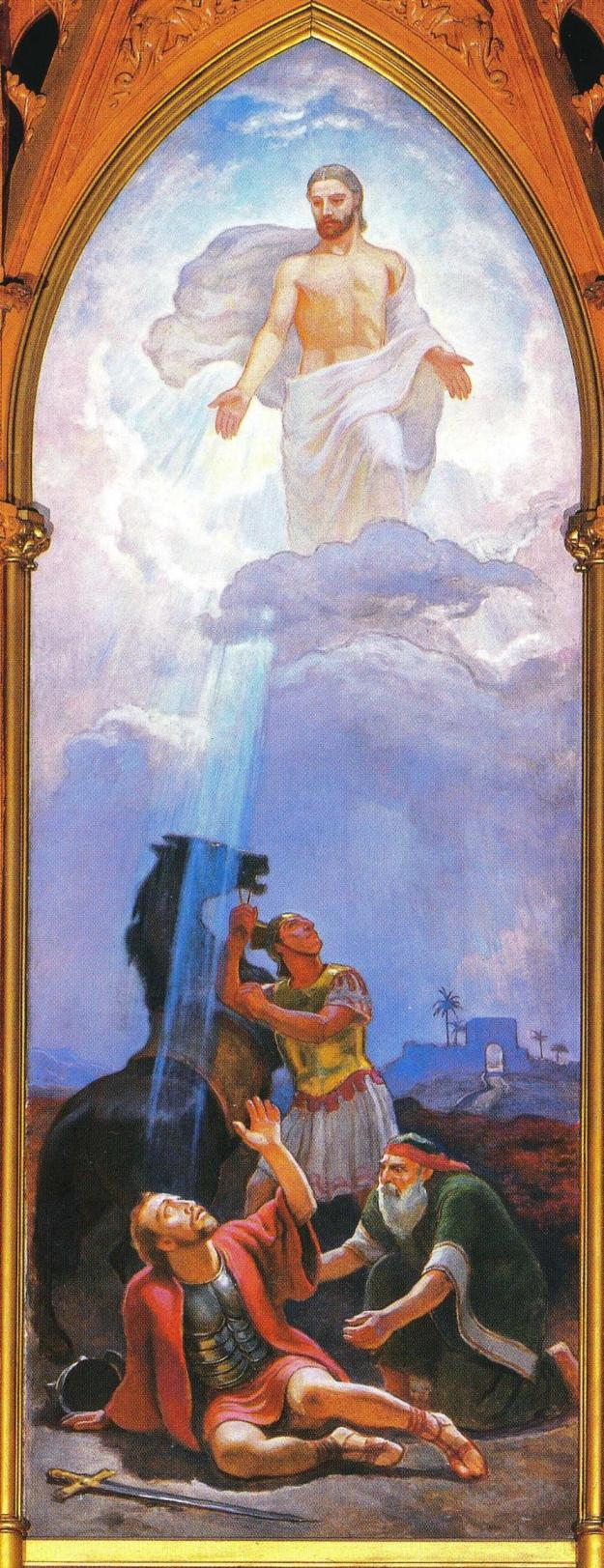
Obrácení apoštola Pavla na křesťanskou víru, 1932

 Portréty

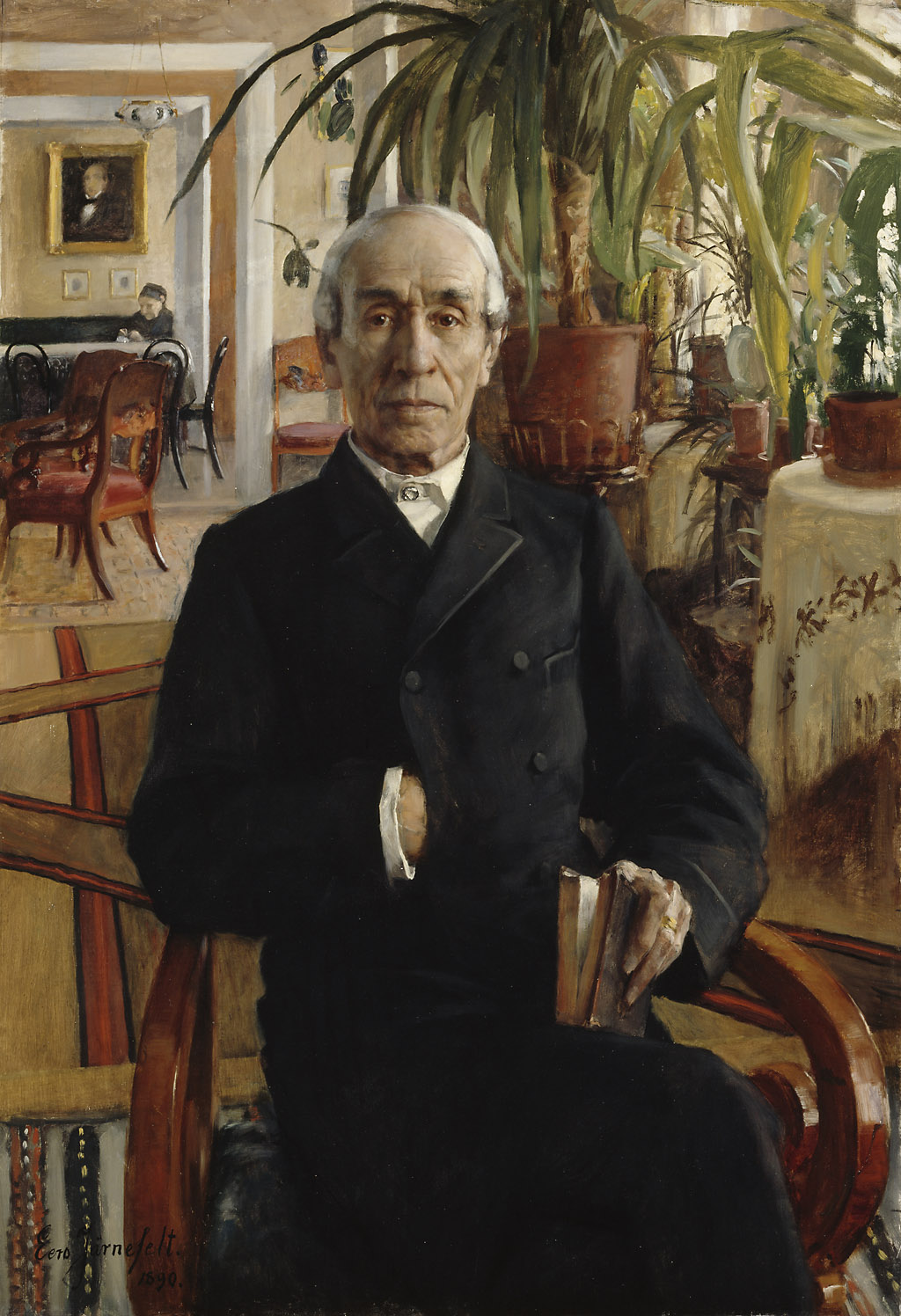
Johan Philip Palmén, 1890
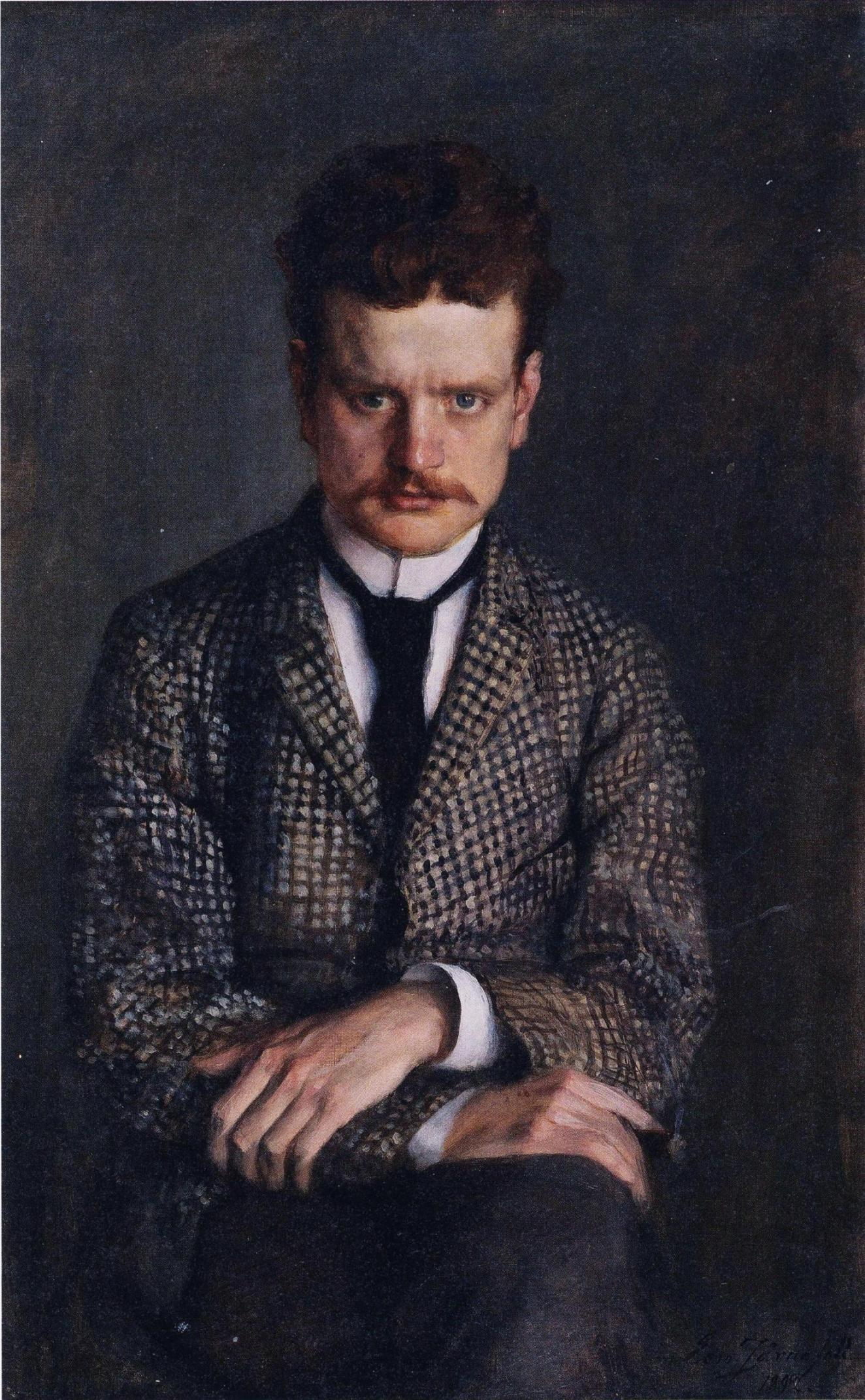
Jean Sibelius, 1892
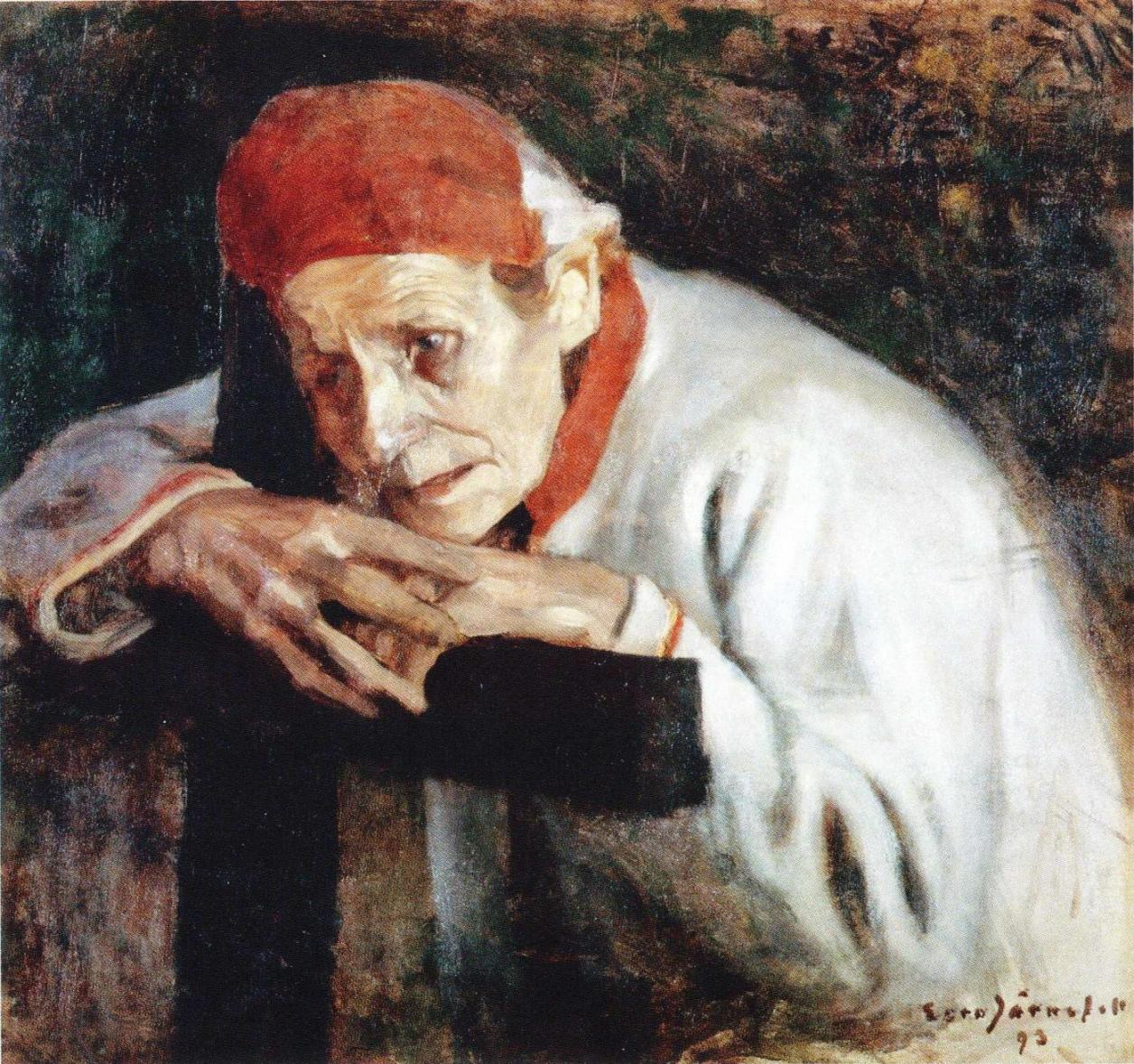
Larin Paraske, 1893
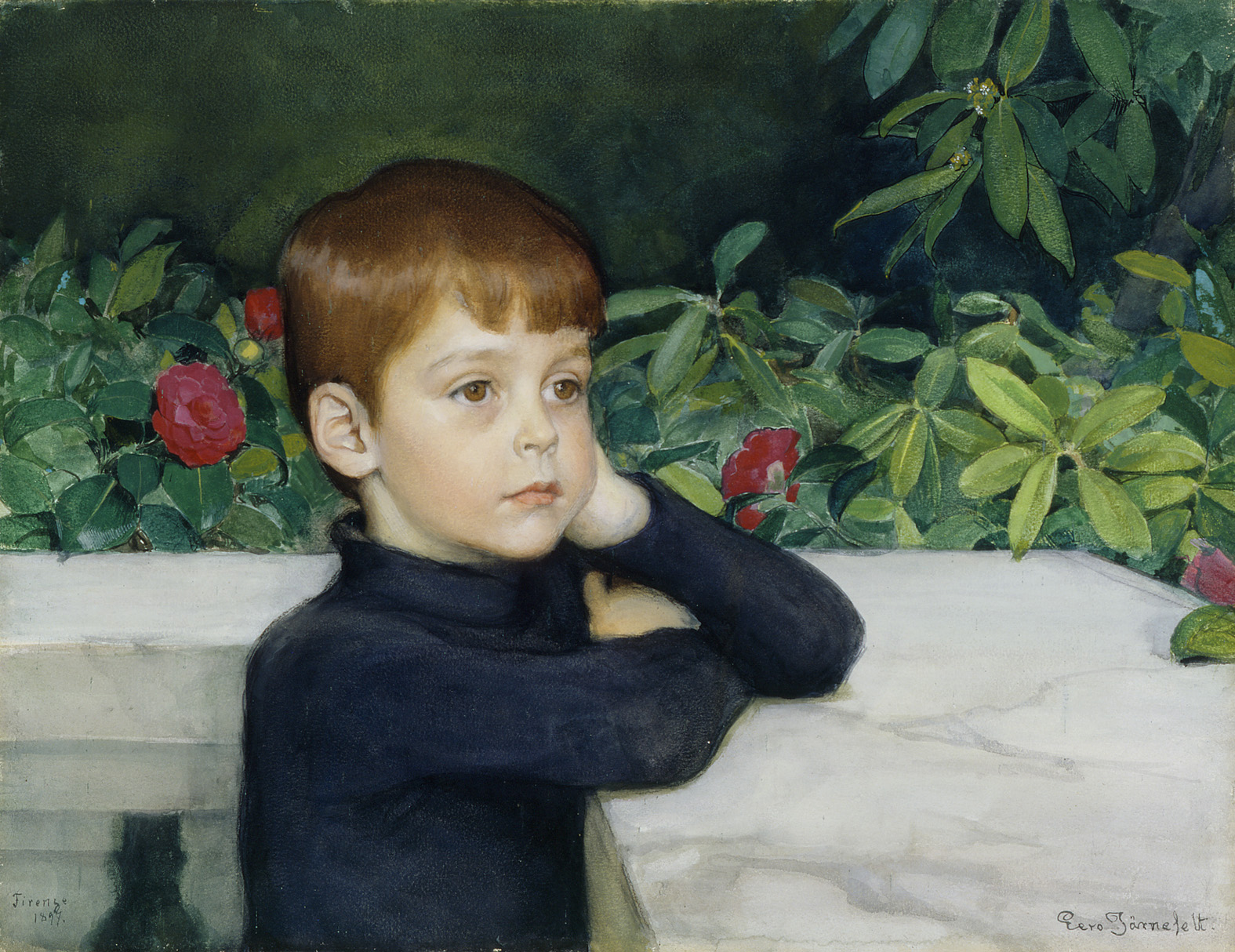
Portrét umělcova syna, 1897 (Heikki Järnefelt (1891–1963))
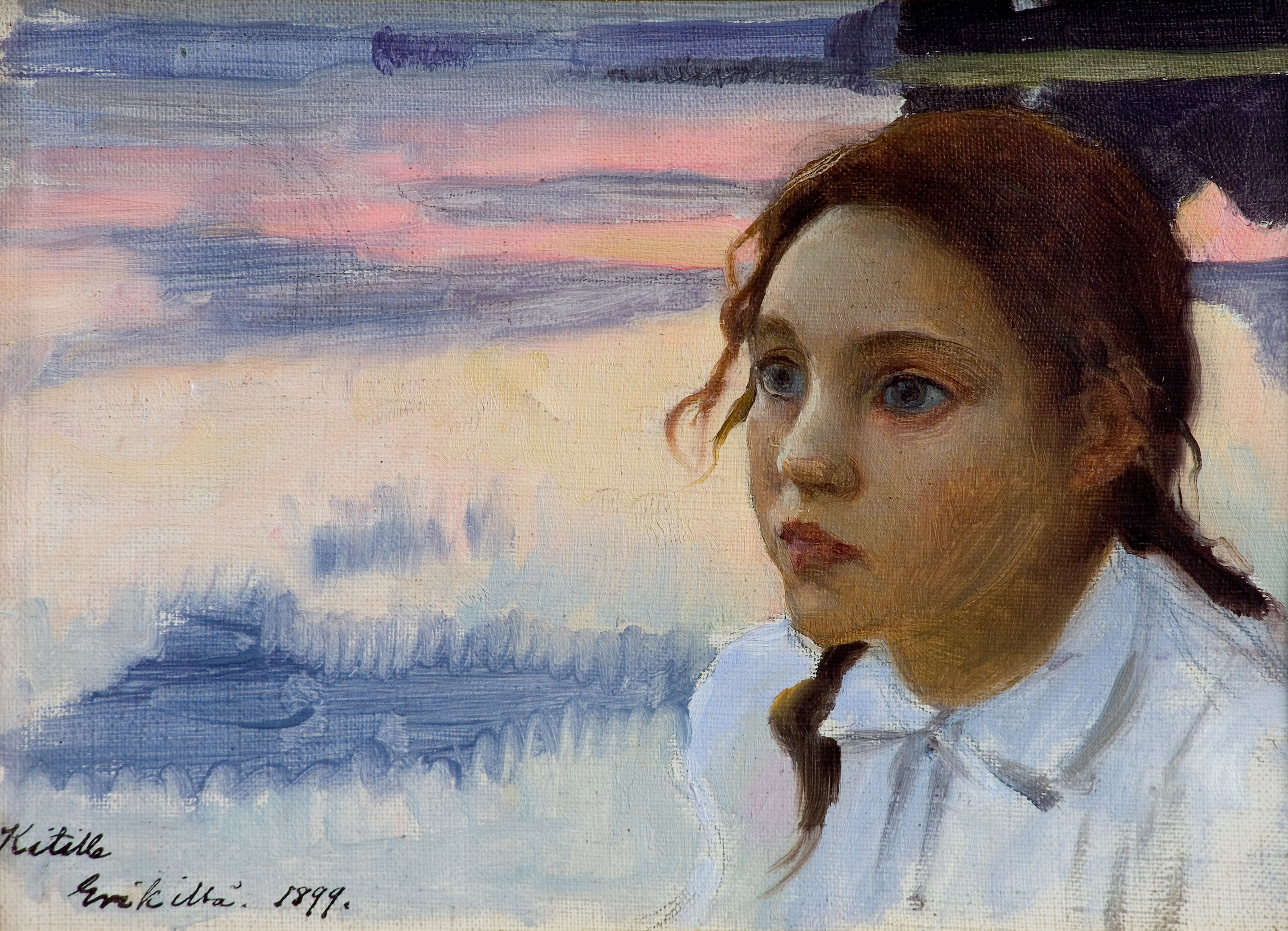
Nelma, 1899 (Nelma Sibelius)
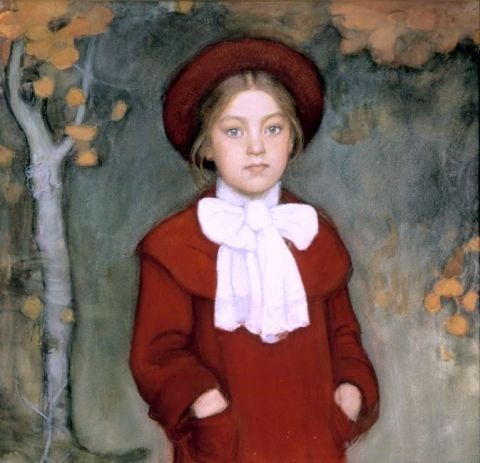
Leena, 1903 (Leena Järnefelt (1897–1991))
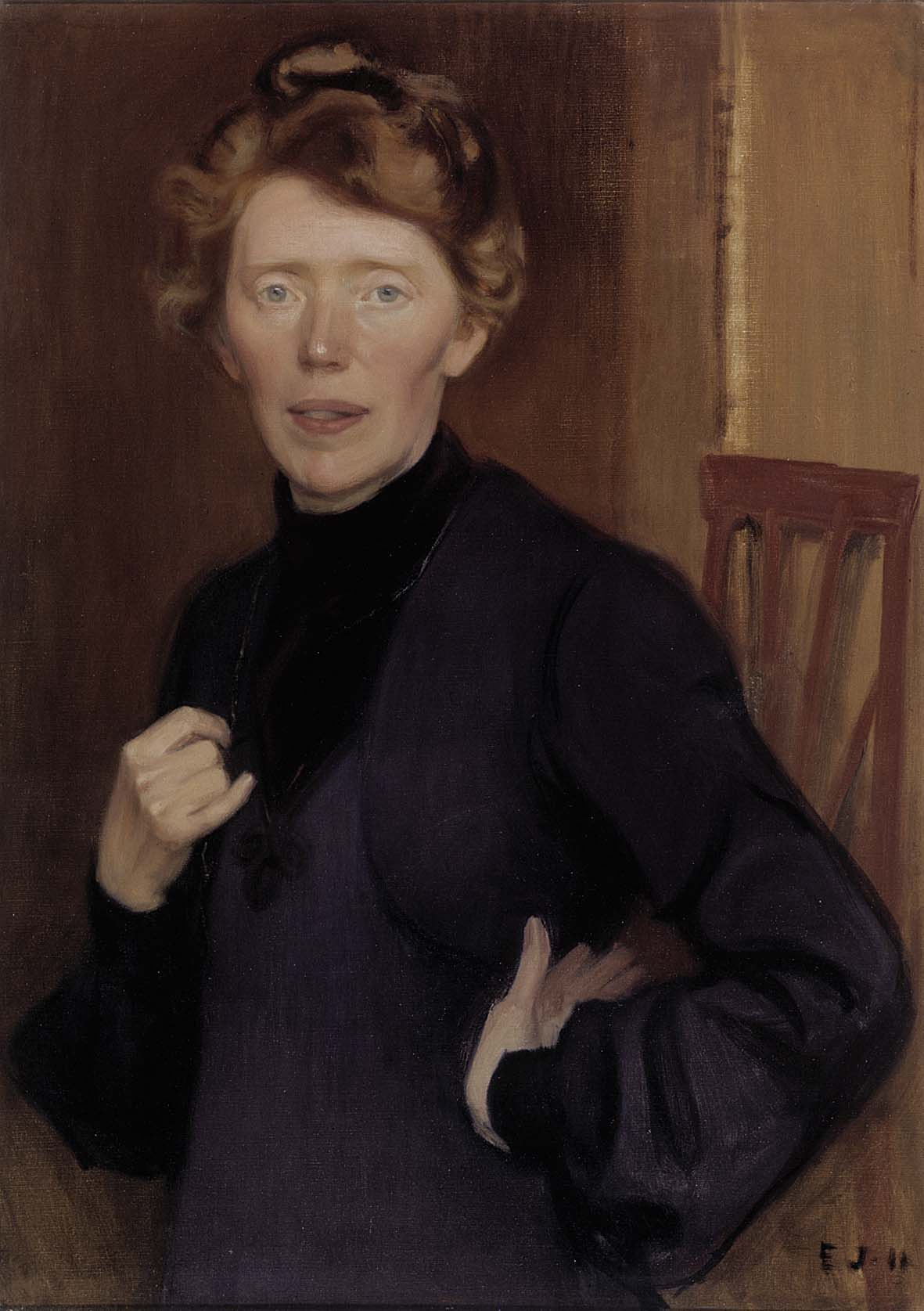
Tekla Hultin, 1905
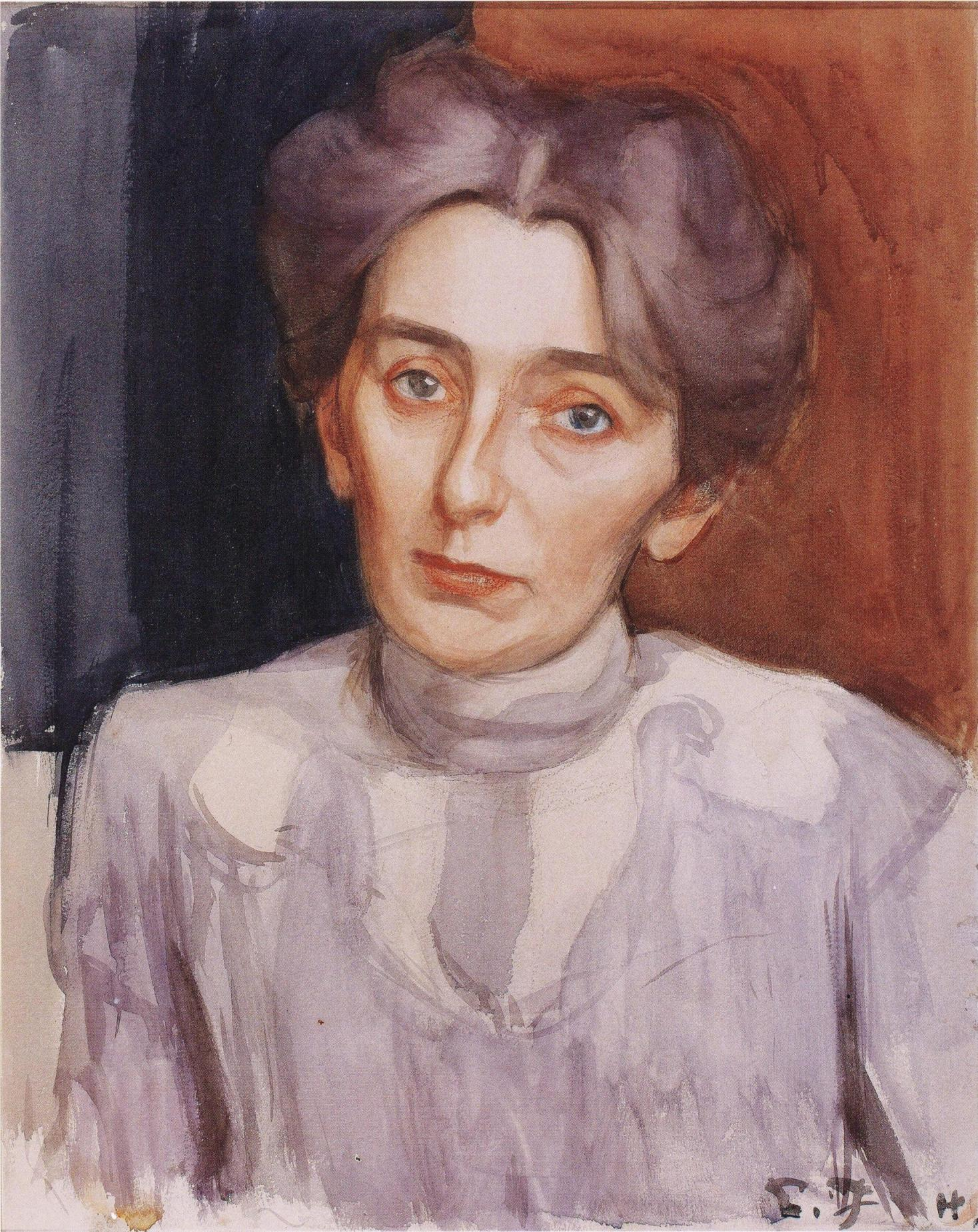
Aino Sibelius, 1908
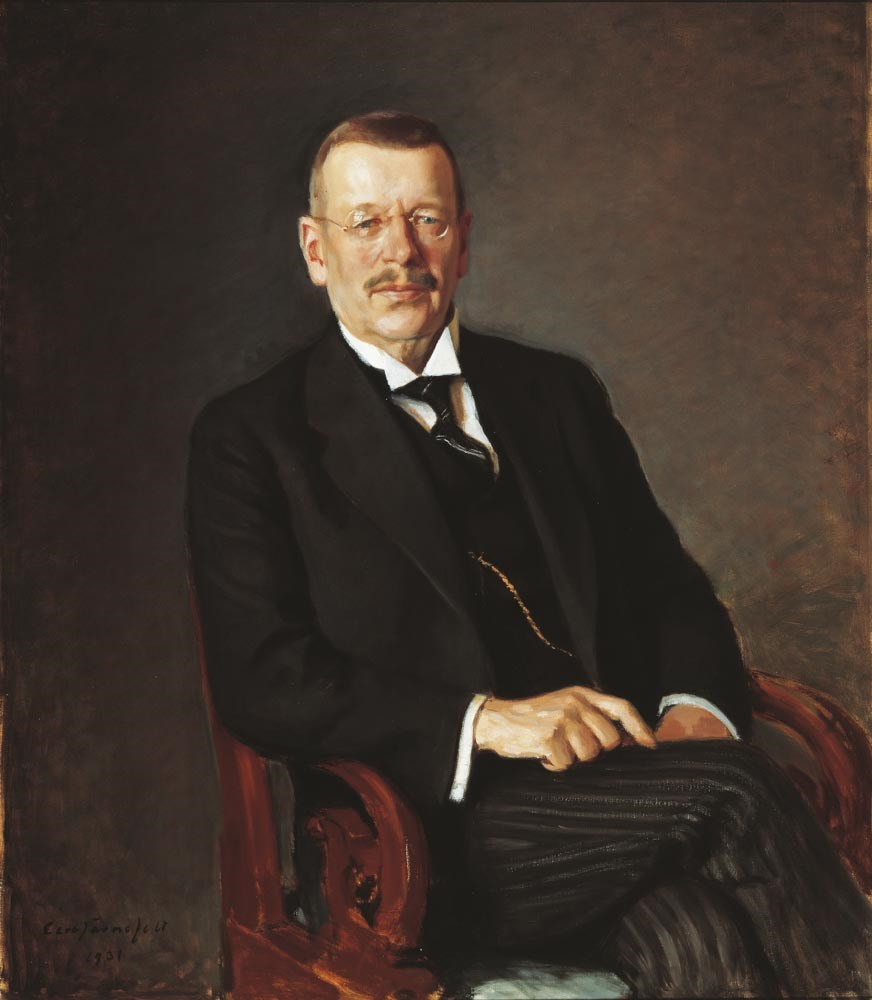
Juho Kusti Paasikivi, 1931
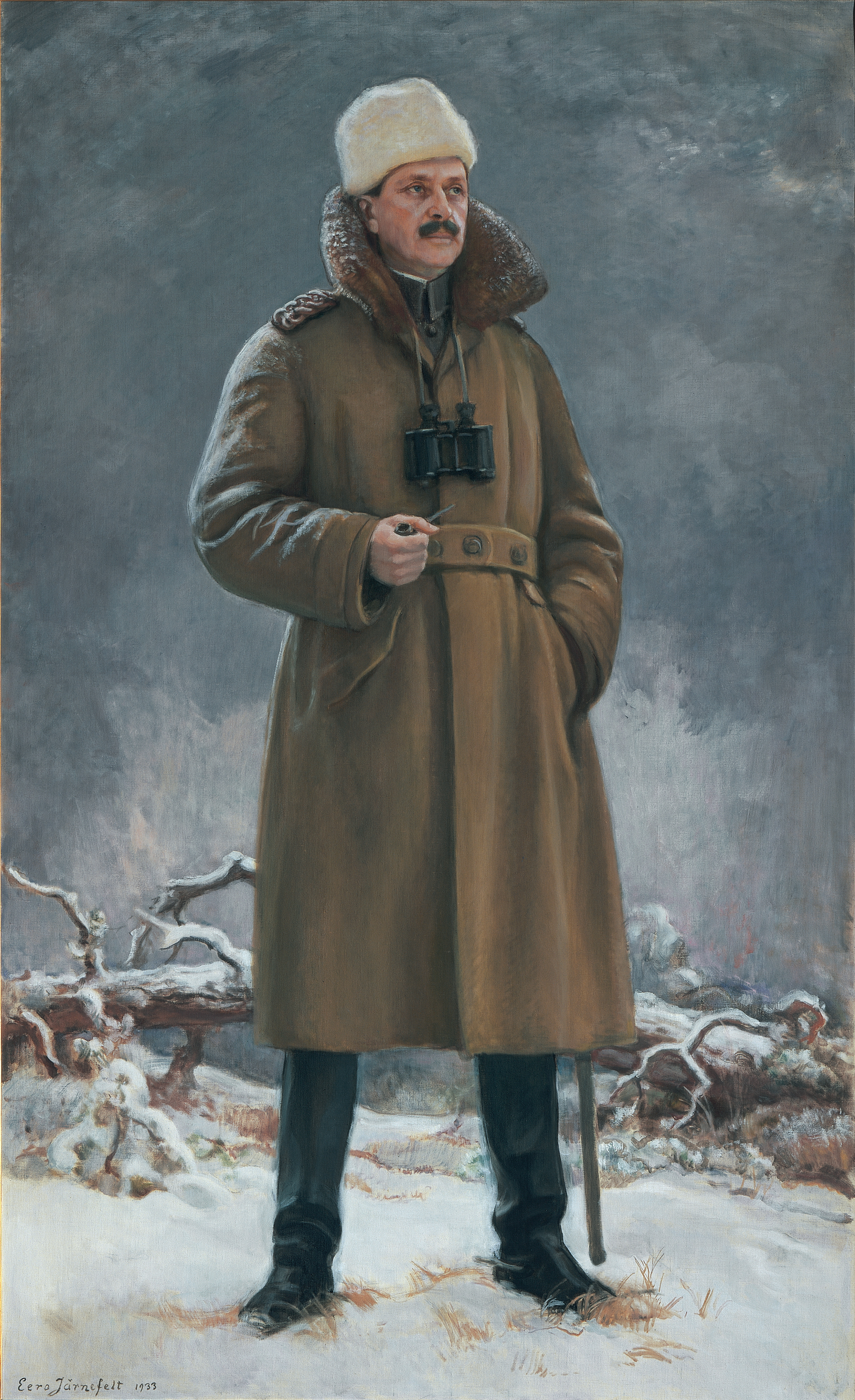
Carl Gustaf Emil Mannerheim, 1933
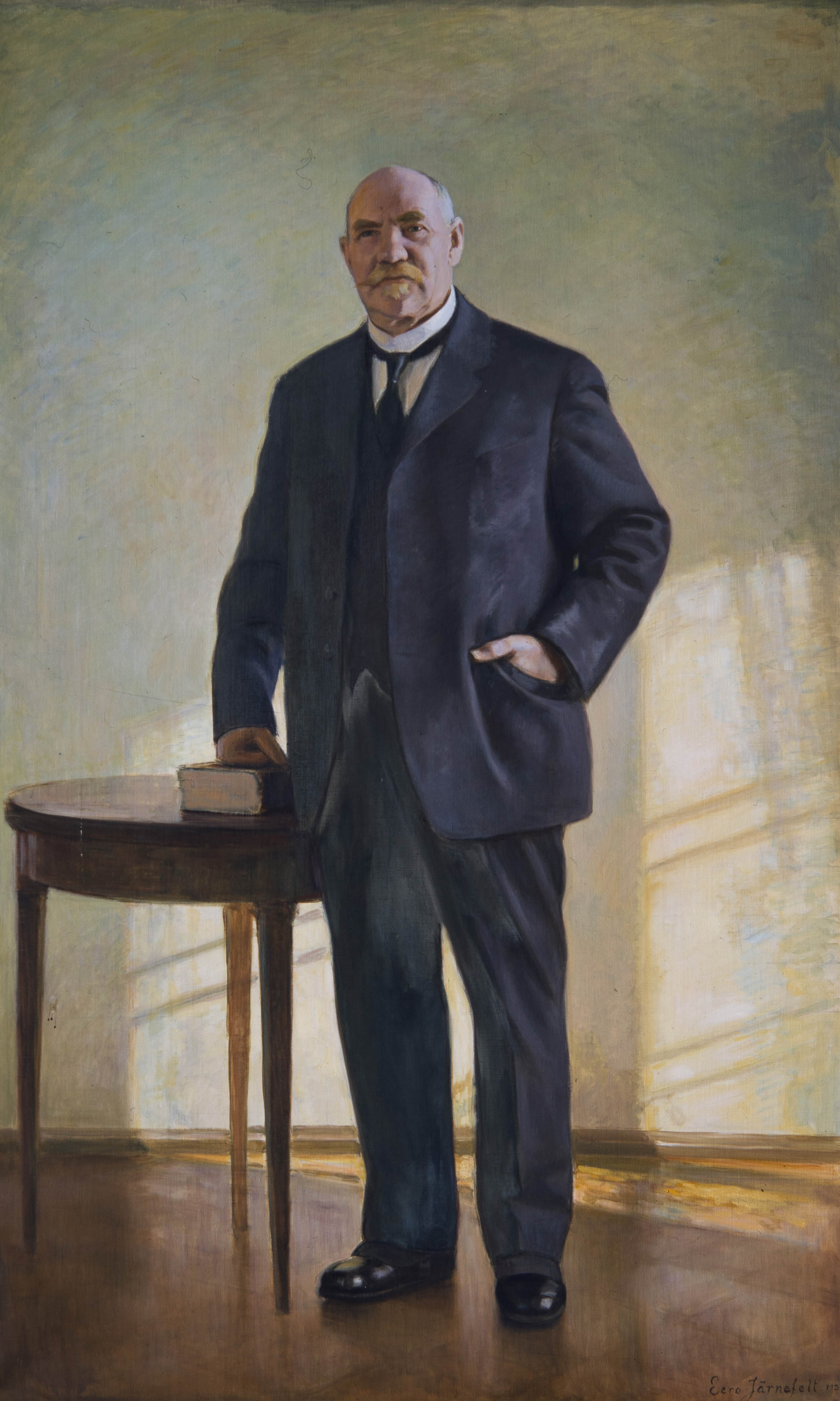
Pehr Evind Svinhufvud, 1933